# Lịch sử Pháp
Những ghi chép đầu tiên về lịch sử nước Pháp đã xuất hiện từ thời đại đồ sắt. Ngày nay, nước Pháp chiếm phần lớn khu vực được người La Mã cổ đại gọi là vùng Gaul. Các nhà văn La Mã đã ghi nhận sự hiện diện của ba nhóm ngôn ngữ chính trong khu vực này: Gauls, Aquitani và Belgae. Người Gaul, nhóm lớn nhất trong số này, là những người Celtic nói một thứ ngôn ngữ được gọi là Tiếng Gaul.
Trong suốt thiên niên kỷ thứ 1 trước Công nguyên, người Hy Lạp, La Mã và Carthage đã thiết lập các thuộc địa trên bờ biển Địa Trung Hải và các đảo ngoài khơi. Cộng hòa La Mã sáp nhập miền nam Gaul vào cuối thế kỷ thứ 2 trước Công nguyên, và quân đội La Mã dưới thời Julius Caesar đã chinh phục phần còn lại của xứ Gaul trong cuộc Chiến tranh Gallic (58-51 trước Công nguyên). Sau đó, một nền văn hóa kết hợp Gallic-La Mã xuất hiện và Gaul ngày càng được hòa nhập vào Đế chế La Mã.
Trong giai đoạn sau của Đế chế La Mã, Gaul phải đối mặt với các cuộc đột kích và di cư của những nhóm man tộc, trong đó chủ yếu là người Franks thuộc dân tộc German. Vua của người Frank là Clovis I đã hợp nhất hầu hết Gaul dưới sự cai trị của ông vào cuối thế kỷ thứ 5, tạo tiền đề cho sự thống trị của người Frank trong khu vực hàng trăm năm sau đó. Sức mạnh của người Frank đạt đến mức đỉnh cao dưới thời Charlemagne . Vương quốc Pháp thời trung cổ đã được thành lập từ phần lãnh thổ phía tây thuộc Đế chế Carolingian của Charlemagne, được gọi là Tây Francia, và ngày càng trở nên mạnh mẽ hơn dưới sự cai trị của Nhà Capet, do Hugh Capet thành lập năm 987.
Một cuộc khủng hoảng liên tiếp sau cái chết của vị vua nhà Capet cuối cùng vào năm 1328 đã dẫn đến một loạt các cuộc xung đột được gọi là Cuộc chiến Trăm năm giữa Nhà Valois và Nhà Plantagenet . Chiến tranh nổ ra xoay quanh chuyện nhà Valois tuyên bố mình là vua của nước Pháp, còn nhà Plantagenet lại đòi hỏi ngôi vua của cả nước Pháp và nước Anh. Bất chấp những chiến thắng đầu tiên của Plantagenet, bao gồm cả việc bắt giữ và đòi tiền chuộc John II của Pháp, vận may đã dần chuyển sang ủng hộ Valois. Trong số những nhân vật đáng chú ý của cuộc chiến có Joan of Arc, một cô gái nông dân người Pháp đã lãnh đạo nhân dân Pháp chống lại người Anh, về sau được coi là nữ anh hùng dân tộc. Chiến tranh kết thúc với chiến thắng của nhà Valois năm 1453.
Chiến thắng trong Chiến tranh Trăm năm có tác dụng củng cố chủ nghĩa dân tộc Pháp và gia tăng mạnh mẽ sức mạnh của chế độ quân chủ Pháp. Trong thời kỳ được gọi là Ancien Régime, Pháp trở thành một nước quân chủ chuyên chế. Trong những thế kỷ tiếp theo, Pháp trải qua thời kỳ Phục hưng và Cải cách Tin lành . Ở đỉnh cao của Chiến tranh tôn giáo Pháp, đất nước bị cuốn vào một cuộc khủng hoảng kế vị khác, khi vị vua cuối cùng của nhà Valois là Henry III chiến đấu chống lại các phe phái đối địch là Nhà Bourbon và Nhà Guise. Henry, Vua của Navarre, thuộc gia tộc Bourbon, giành chiến thắng trong cuộc xung đột và thiết lập nên vương triều Bourbon. Một đế chế thực dân Pháp  được thành lập vào thế kỷ 16. Quyền lực chính trị của Pháp đạt đến đỉnh cao dưới sự cai trị của Louis XIV, còn được gọi là "Vua mặt trời", ông là người đã cho xây dựng Cung điện Versailles.
Vào cuối thế kỷ 18, chế độ quân chủ đã bị lật đổ trong Cách mạng Pháp. Đất nước trải qua một giai đoạn theo chế độ cộng hòa, cho đến khi Đế chế Pháp được thành lập bởi Hoàng đế Napoleon Bonaparte. Sau thất bại của Napoléon trong Chiến tranh Napoléon, Pháp đã trải qua nhiều lần thay đổi chế độ, từ chế độ quân chủ, sau đó lại chuyển thành một nền cộng hòa (Cộng hòa thứ hai), và sau đó là một Đế chế thứ hai, cho đến khi Cộng hòa thứ ba tồn tại lâu dài hơn được thành lập vào năm 1870.
Pháp là một trong những cường quốc phe Hiệp ước trong Thế chiến I, chiến đấu bên cạnh Vương quốc Anh, Nga, Ý, Nhật Bản, Hoa Kỳ và các đồng minh nhỏ hơn chống lại Đức và các quốc gia phe Trung tâm.
Pháp là một trong những quốc gia thuộc Khối Đồng minh trong Thế chiến II, nhưng họ đã bị Đức Quốc xã đánh cho đại bại vào năm 1940. Nền Cộng hòa thứ ba sụp đổ, và hầu hết đất nước bị sáp nhập vào lãnh thổ Đức trong khi miền nam bị kiểm soát bởi chính phủ bù nhìn Vichy cho đến năm 1942. Điều kiện sống rất khắc nghiệt khi Đức vơ vét hết nguồn lương thực và nhân lực, và nhiều người Do Thái đã bị giết hại. Charles de Gaulle lãnh đạo phong trào Pháp quốc tự do, dựa vào lực lượng hải ngoại tiếp tục cuộc kháng chiến chống quân Đức. Sau khi Pháp được quân Đồng minh giải phóng vào mùa hè năm 1944 và thế chiến II kết thúc, nền Cộng hòa thứ tư được thành lập. Pháp từ từ phục hồi kinh tế, và trải qua sự bùng nổ dân số. Các cuộc chiến tranh kéo dài ở Đông Dương và Algeria đã làm cạn kiệt nguồn lực của Pháp và kết thúc với thất bại về chính trị cho nước này. Cuộc khủng hoảng tháng Năm năm 1958 đã dẫn tới sự sụp đổ của Đệ Tứ Cộng hòa Pháp, Charles de Gaulle sau đó đã thành lập Đệ Ngũ Cộng hòa Pháp. Vào những năm 1960, quá trình phi thực dân hóa đã dẫn đến hầu hết các thuộc địa của đế chế thực dân Pháp giành độc lập. Kể từ sau Thế chiến II, Pháp là thành viên thường trực trong Hội đồng Bảo an Liên Hợp Quốc và NATO. Pháp đóng một vai trò trung tâm trong quá trình hình thành Liên minh châu Âu. Mặc dù sự tăng trưởng kinh tế đã chậm lại trong những năm gần đây, Pháp vẫn là một thế lực kinh tế, văn hóa, quân sự và chính trị quan trọng của thế kỷ 21.

## Thời tiền sử
Theo John T. Koch và nhiều nhà khoa học khác, nước Pháp thời đại đồ đồng là một phần của hệ thống trao đổi thương mại gần biển gọi là Thời đại đồ đồng Đại Tây Dương, trong đó bao gồm cả Anh, Ireland, Tây Ban Nha, Bồ Đào Nha nơi mà các nhóm ngôn ngữ Celt phát triển.
Các công cụ bằng đá được phát hiện tại Chilhac (1968) và Lézignan-la-Cèbe năm 2009 chỉ ra rằng tổ tiên của loài người có thể đã có mặt ở Pháp ít nhất 1,6 triệu năm trước.
Người Neanderthal đã có mặt ở châu Âu từ khoảng 400.000 trước Công nguyên, nhưng đã tuyệt chủng cách đây khoảng 30.000 năm, có thể là do bị những người Homo sapiens tiêu diệt. Những người hiện đại sớm nhất - Homo sapiens - đã di cư vào châu Âu cách đây 43.000 năm. Các bức tranh hang động ở Lascaux và Gargas (Gargas ở Hautes-Pyrénées ) là những di tích khảo cổ quan trọng của thời này. Các ghi chép lịch sử đầu tiên xuất hiện vào thời đại đồ sắt, khi đó khu vực nước Pháp ngày nay là một khu vực được biết đến là Gallia hay còn gọi là Gaul đối với người Hy Lạp và La Mã cổ đại. Người Hy Lạp và La Mã đã chú ý tới sự xuất hiện của ba dân tộc chính ở khu vực này, đó là người Gallia, người Aquitani, và người Belgae. Người Gallia (Gaul), bộ tộc lớn nhất và được chứng thực rõ ràng nhất, là nhóm người Celt nói thứ tiếng được gọi là tiếng Gallia. Qua tiến trình lịch sử của thiên niên kỷ đầu tiên TCN, người Hy Lạp, La Mã và Carthaginia đã thành lập các thuộc địa trên bờ biển Địa Trung Hải và các đảo ngoài khơi. Cộng hòa La Mã đã sáp nhập vùng nam Gaul thành tỉnh Gallia Narbonensis vào cuối thế kỷ thứ II TCN, quân đội La Mã dưới sự chỉ huy của Julius Caesar đã chiếm đóng phần còn lại của Gaul trong các cuộc Chiến tranh xứ Gallia từ năm 58 tới năm 51 TCN. Sau đó nền văn hóa La Mã-Gallia nổi lên và Gaul dần hòa nhập vào Đế chế La Mã.

## Thời cổ đại

### Thuộc địa của Hy Lạp

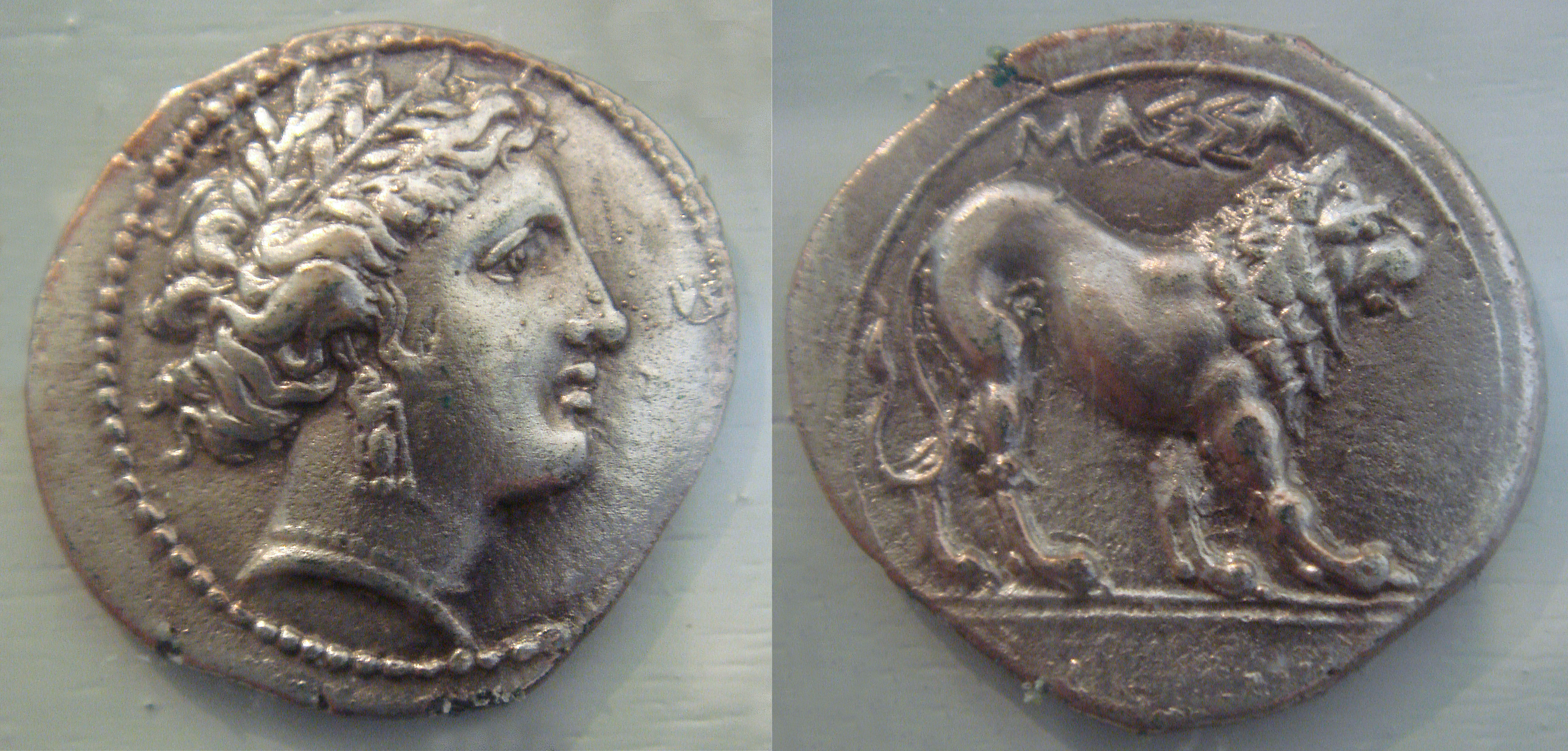
Đồng xu bạc Massalia (hiện đại của Marseille) với truyền thuyết Hy Lạp, một minh chứng cho người Hy Lạp ở thời tiền La Mã, thứ 5 thế kỷ 1 trước Công nguyên

Vào năm 600 trước Công nguyên, những người Hy Lạp Ionia tới từ Phocaea đã thành lập thuộc địa Massalia (ngày nay là Marseille ) trên bờ biển Địa Trung Hải, khiến nó trở thành thành phố lâu đời nhất của Pháp. Đồng thời, một số bộ lạc Celt đã xâm nhập vào phần phía đông của lãnh thổ Pháp hiện tại, nhưng sự chiếm đóng này chỉ lan rộng ra phần còn lại của Pháp vào giữa thế kỷ 5 và 3 trước Công nguyên.

### Gaul
Bao phủ phần lớn nước Pháp, Bỉ, tây bắc nước Đức và miền bắc nước Ý ngày nay, vùng Gaul thời kỳ này là nơi định cư của nhiều bộ lạc khác nhau mà người La Mã gọi chung là người Gallia hay người Gaul.  Người Celt đã thành lập nên các thành phố như Lutetia Parisiorum (Paris) và Burdigala (Bordeaux) trong khi người Aquitani thành lập nên Tolosa (Toulouse).  Các nhà thám hiểm tới từ Hy Lạp đã định cư ở nơi sẽ trở thành Provence về sau. Người Hi Lạp thành lập nên các thành phố quan trọng như Massalia (Marseille) và Nikaia (Nice), họ cũng có xung đột với người Celt và Liguria ở các vùng lân cận. Một số nhà thám hiểm vĩ đại người Hi Lạp, chẳng hạn như Pytheas, được sinh ra ở Marseille.
Một đội quân người Gaul do Brennus lãnh đạo đã chiếm được Rome vào năm 388 trước Công nguyên sau Trận chiến Allia. Tuy nhiên, xã hội bộ lạc của người Gaul không thích ứng đủ nhanh với nhà nước La Mã tập trung, những người La Mã về sau đã tìm ra cách chống lại họ. Liên minh các bộ lạc xứ Gaul sau đó đã bị người La Mã đánh bại trong các trận chiến như ở Sentinum và Telamon trong thế kỷ thứ 3 trước Công nguyên.
Khi chỉ huy quân Carthage là Hannibal Barca gây chiến với người La Mã, ông đã tuyển mộ một số lính đánh thuê người Gaul chiến đấu về phe mình tại Cannae . Chính sự tham gia của người Gaul trong cuộc chiến này đã khiến Provence bị Cộng hòa La Mã sáp nhập vào năm 122 trước Công nguyên.  Sau đó, Julius Caesar đã đem quân chinh phục toàn bộ vùng Gaul. Bất chấp sự phản kháng của người Gaul do Vercingetorix lãnh đạo, các bộ lạc người Gaul đã nhanh chóng bị khuất phục bởi cuộc tấn công của La Mã. Người Gaul có một số thành công lúc đầu tại Gergovia, nhưng cuối cùng đã bị đánh bại tại Alesia vào năm 52 trước Công nguyên.

### Gaul dưới sự cai trị của La Mã
Vùng Gaul bị người La Mã chia thành nhiều tỉnh khác nhau. Người La Mã đã tách rời các khu dân cư để ngăn chặn bản sắc địa phương trở thành mối đe dọa đối với sự kiểm soát của La Mã. Do đó, nhiều người Celt đã bị trục xuất khỏi Aquitania hoặc bị bắt làm nô lệ và phải rời khỏi Gaul. Gaul vẫn nằm dưới sự cai trị của La Mã trong nhiều thế kỷ và nền văn hóa Celtic sau đó dần được thay thế bằng nền văn hóa kết hợp Gallic-La Mã.
Gaul ngày càng bị đồng hóa vào Đế chế La Mã theo thời gian. Chẳng hạn, các vị tướng La Mã Marcus Antonius Primus và Gnaeus Julius Agricola đều sinh ra ở Gaul, cũng như các hoàng đế Claudius và Caracalla. Hoàng đế Antoninus Pius cũng xuất thân từ một gia đình người Gaul.
Năm 418, tỉnh Aquitanian đã được người La Mã trao cho người Goth để đổi lấy sự ủng hộ của họ chống lại những người Vandal. Những người Goth đã cướp phá Rome vào năm 410 và thành lập thủ đô ở Toulouse.
Đế chế La Mã gặp khó khăn trong việc đối đầu với các cuộc tấn công của người man tộc, và Flavius Aëtius phải kích động các bộ lạc man tộc này gây chiến với nhau để duy trì sự kiểm soát của La Mã. Đầu tiên ông ta sử dụng người Hung Nô chống lại người Burgundy, và những người lính đánh thuê này đã tiêu diệt Worms, giết vua Gunther và đẩy người Burgundy về phía tây. Người Burgundy đã được tái định cư bởi Aëtius gần Lugdunum vào năm 443. Người Hung Nô, được lãnh đạo bởi Attila, trở thành mối đe dọa lớn hơn và Aëtius đã sử dụng người Visigoth để chống lại người Hung Nô. Cuộc xung đột lên đến đỉnh điểm vào năm 451 tại Trận chiến Châlons, trong đó người La Mã và người Visigoth đã đánh bại Attila.
Khi đế chế La Mã đang trên bờ vực sụp đổ, vùng Aquitania đã bị bỏ rơi cho người Visigoth, người Visigoth về sau đã chinh phục một phần miền nam Gaul cũng như hầu hết bán đảo Iberia. Người Burgundy đã tuyên bố vương quốc của riêng họ, và miền bắc Gaul thực tế đã rơi vào tay người Frank.

## Sơ kỳ Trung Cổ
Bài chi tiết: Đế quốc Frank
Bài chi tiết: Nhà Merowinger (Merovingian)

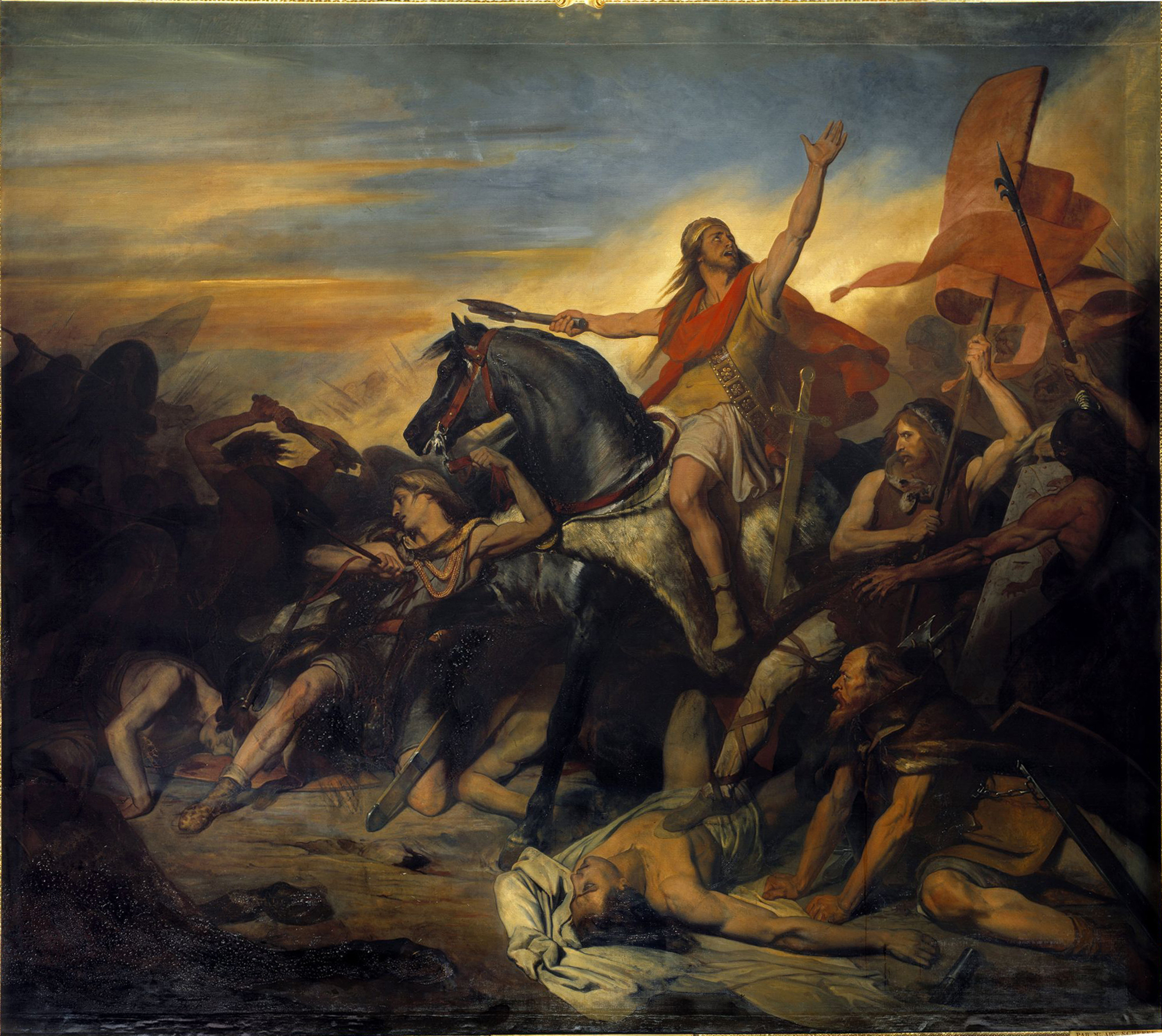
Trận Tolbiac năm 496, một trong những chiến thắng oanh liệt của người Frank.

#### Vương triều Merovingian (481 - 751)
Sau khi Đế quốc Tây La Mã bị sụp đổ vào năm 480, nhiều vùng đất được giải phóng. Tại Châu Âu, nhiều vương quốc được thành lập. Năm 481, vua Clovis I của dòng họ Merovigian chính thức thành lập Đế quốc Francia, hay Đế quốc Frank, đặt kinh đô ở Paris. Trong thời kì cai trị của mình, ông đã chỉ huy người Frank đánh thắng nhiều trận trước Vương quốc Visigoth, tiêu biểu là trận Tolbiac (496) và Trận Vouillé (507). Ông đã góp phần đưa Đế quốc của người Frank bước vào thời huy hoàng.
Năm 511, vua Clovis qua đời, để lại vùng đất của mình cho ba người con: Childebert, Clothair và Theuderic. Theo nhiều sử sách thời đó, sau khi vua Clovis qua đời, Childebert lên ngôi vua, tức vua Childebert I. Lý do được đưa ra là do phần đất của ông được vua Clovis ban cho có cả vùng Soissons, tức là thủ đô của Đế quốc Frank thời đó, nên theo tục lệ, ai có được thủ đô thì lên làm vua. Trên thực tế, chính Childebert đã đem quân thu phục vùng đất của hai người còn lại rồi mới lên ngôi vua, chứ không có chuyện "có thủ đô thì lên làm vua".
Sau khi Childebert I qua đời năm 558, Clothair lên ngôi, tức vua Clothair I. Ông chỉ trị vì được chưa đến 3 năm thì mất, để lại đất cho bốn hoàng tử: Charibert, Chilperic, Sigebert và Guntram, con cả của vua Clothair I. Sau khi hoàn thành thôn tính ba người còn lại, Guntram lên ngôi vua, tức vua Clothair II vào năm 613. Năm 629, xứ Aquitaine tách khỏi Đế quốc Frank, trở thành một vương quốc độc lập. Cùng trong năm đó, ông qua đời, nhường ngôi cho con sau này là Dagobert I. Trong thời kỳ này, quyền lực của các vị vua bị suy yếu, quyền lực thực sự tập trung vào tay vị cố vấn trưởng của nhà vua là Quản thừa. Những kẻ xâm lược Hồi giáo đã chinh phục Hispania (Tây Ban Nha) và đe dọa trực tiếp tới Đế quốc Frank, trước mối nguy đó một vị Quản thừa tên là Charles Martel đã lãnh đạo người Frank đập tan cuộc xâm lăng của đạo Hồi trong Trận Tours. Chiến thắng này đã đem lại cho Martel sự tôn trọng cũng như quyền lực trong Đế quốc Frank.
Dòng họ Merovingian vẫn thống trị người Frank cho đến năm 751, khi vua Pépin Lùn thuộc dòng họ Karolinger lên ngôi. Vương triều Merovingian chính thức chấm dứt vai trò của mình trong lịch sử Pháp, sau hơn 300 năm tồn tại và 270 năm thống trị Đế quốc Frank, trải qua 4 đời vua và 2 lần bị chia cắt. Nhà Merovingian đã góp phần đưa người Frank lên làm bá chủ Châu Âu thời bấy giờ.

#### Đế quốc Frank dưới thời vua Pepin Lùn (751 - 768)

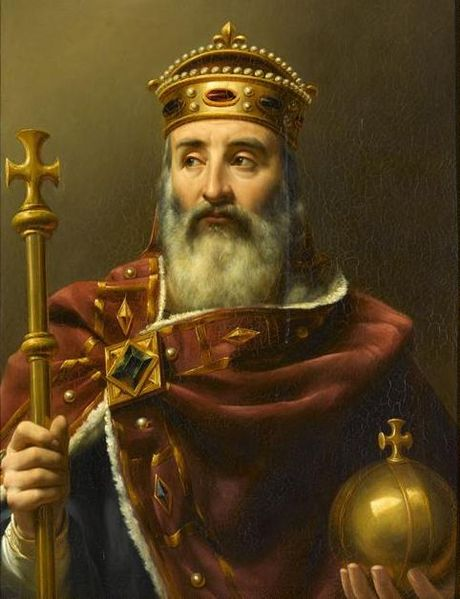
Charlemagne "Đại đế" của Đế quốc Frank

Triều đại Karolinger được xem như là triều đại đã đưa Đế quốc Frank lên đến đỉnh cao của sự thịnh vượng, nhưng cũng chính triều đại này đã đặt dấu chấm hết cho Đế quốc Frank.

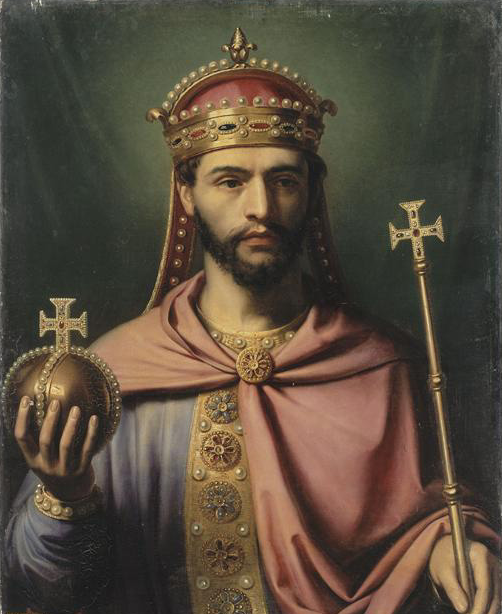
Louis "Ngoan Đạo", vị vua cuối cùng của Đế quốc Frank

Pepin Lùn của dòng họ Karolinger lên trị vì Đế quốc Frank từ năm 751. Ông đã có công sáp nhập vùng đất Aquitaine cho vương quốc của mình. Tuy vậy ông chỉ được mọi người tặng cho cái biệt hiệu là "Lùn" vì cái bình diện mà ông....không hề muốn chút nào. Đáng lẽ ra ông nên được gọi tên là Pepin "Đại đế". Trong suốt thời kì trị vì của ông, đất nước thái bình thịnh trị, kinh tế phát triển, chất lượng đời sống của nhân dân được lên cao.

Đế quốc Frank sau cái chết của vua Charlemagne năm 814. (Phần xanh nhạt là các nước chư hầu của Đế quốc Frank.)

Năm 768, vua Pepin Lùn qua đời, để lại vùng đất cho hai hoàng tử: Charlemagne và Carloman. Năm 771, Charlemagne tiêu diệt Carloman thành công, chính thức lên ngôi vua.

#### Đế quốc Frank dưới thời vua Charlemagne Đại đế (771 - 814)
Triều đại của vua Charlemagne được xem như là triều đại thịnh vượng nhất trong lịch sử Đế quốc Frank. Vào năm 771, Charlemagne đã thống nhất toàn bộ lãnh thổ của người Frank sau một thời gian dài bị chia cắt, sau đó ông chinh phục vương quốc Lombardia ở miền bắc nước Ý ngày nay vào năm 774, sáp nhập vùng Bavaria vào đế quốc của ông (788), chinh phục xứ Avar (796), gây chiến với nước Tây Ban Nha Hồi giáo và chiếm Barcelona (801), chinh phục người Sachsen sau một chiến dịch kéo dài (804). Đế quốc Frank trở nên cực thịnh, lãnh thổ của đế quốc Frank lúc này bao gồm hầu hết đất đai của đế quốc La Mã xưa kia, chạy dài từ phía Nam dãy Pyrénées (Tây Ban Nha) đến sông Elbe và Boen (Đức), từ Địa Trung Hải cho tới Bắc Hải.
Để ghi nhận những vinh quang của ông và sự hỗ trợ đắc lực của ông cho Giáo hoàng, Giáo hoàng Leo III đã trao vương miện Hoàng đế của người La Mã, hay Hoàng đế La Mã ở phương Tây cho Charlemagne vào năm 800.

#### Sụp đổ
Sau khi Charlesmagne qua đời, con trai ông là Louis Mộ đạo nối ngôi. Khi Louis qua đời vào năm 840, một cuộc nội chiến đẫm máu giữa ba người con trai của Louis đã diễn ra. Vào năm 843, ba người đã đi đến một thỏa thuận được gọi là Hiệp ước Verdun . Theo đó đế quốc Frank sẽ bị chia nhỏ thành ba vương quốc riêng biệt cho mỗi người: 
- Lothair, hoàng tử cả, giữ danh hiệu hoàng đế và nắm phần trung tâm đế chế bao gồm: các miền Pays-bas (Hà Lan và Bỉ ngày nay), Lorraine, Burgundy, Alsace (hợp lại thành miền Đông Pháp ngày nay), và vương quốc Ý (tức miền bắc Ý ngày nay), bao gồm hai trung tâm của đế chế là Aachen và Rôma. Miền này gọi chung là Trung Frank.
- Ludwig người Đức nhận tất cả phần phía đông sông Rhine (phần lớn nằm trên lãnh thổ Đức và Áo ngày nay) và phần nam và đông của Ý, được gọi là Đông Frank. Miền này về sau trở thành đế quốc La Mã Thần thánh.
- Charles Hói nhận phần phía Tây, gồm phần lớn nước Pháp ngày nay, miền đất được gọi là Tây Frank, về sau trở thành nước Pháp (vương quốc Pháp) thời trung đại.

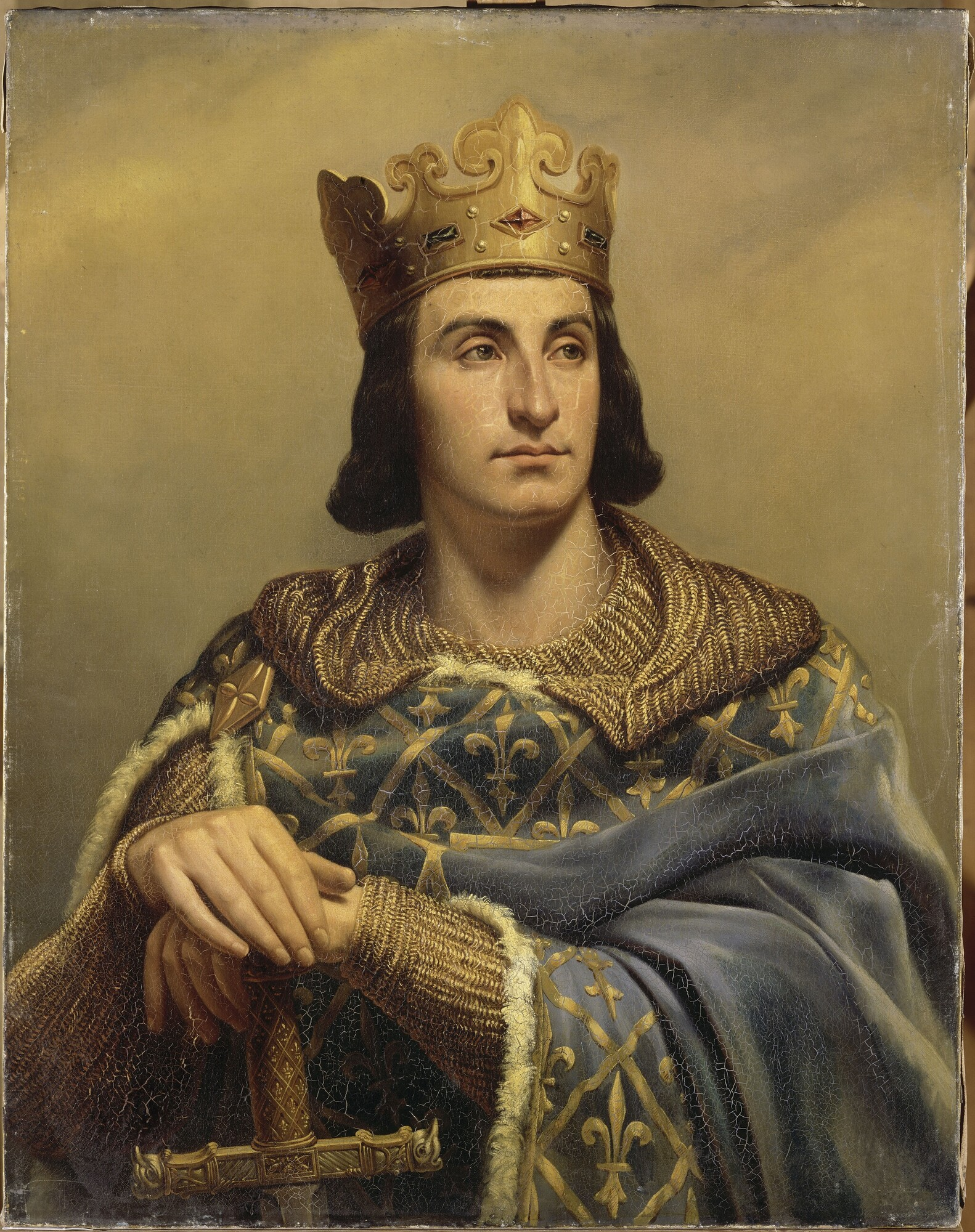
Vua Philippe II Augustus

## Trung kỳ và Hậu kỳ Trung Cổ

### Vương triều Capet (987-1328)
Cái gọi là nước Pháp ngày nay thực sự được khai sinh từ cuộc bầu cử công tước Hugh Capet lên ngôi "Vua của người Frank" bởi một hội nghị được triệu tập tại Reims năm 987, khởi đầu triều đại Capet sẽ cai trị Vương quốc Pháp cho đến năm 1328. Mặc dù là vua nhưng Hugh Capet chỉ thực sự nắm quyền cai trị một vùng đất có diện tích 400 dặm vuông (1.000 km 2) bao gồm Paris và các vùng lân cận. Nhiều chư hầu của nhà vua (bao gồm cả các các vị vua người Anh) cai trị các vùng lãnh thổ lớn hơn nhiều so với ông.
Pháp trở thành một quốc gia rất phân quyền: các tước hiệu và lãnh địa của giới quý tộc được thừa kế, còn quyền lực của quốc vương mang tính tôn giáo hơn là thế tục, do đó kém hiệu quả và luôn gặp thách thức trước giới quý tộc quyền lực. Do đó, chế độ phong kiến phân quyền được hình thành tại Pháp. Theo thời gian, một số chư hầu phát triển mạnh đến nỗi họ thường gây ra mối đe doạ cho quốc vương.
Từ thời vua Louis VI (trị vì 1108-37) trở đi, quyền lực của nhà vua đã trở nên mạnh mẽ hơn. Louis VI được mô tả là môt vị vua đầy tham vọng, ông đã nỗ lực để củng cố quyền lực của hoàng gia. Từ năm 1127 trở đi Louis có sự cố vấn của một chính khách tôn giáo tên là Abbot Suger. Những lời khuyên chính trị của Suger là vô cùng quý giá đối với nhà vua. Louis VI đã giành thắng lợi cả về quân sự và chính trị trước những tên lãnh chúa bất hợp pháp. Louis VI thường xuyên triệu tập các chư hầu của mình, và những chư hầu không xuất hiện thường bị ông tịch thu đất đai hoặc nghiêm trọng hơn ông sẽ mở một chiến dịch quân sự chống lại họ. Chính sách quyết liệt này rõ ràng đã áp đặt uy quyền của hoàng gia đối với Paris và các khu vực lân cận. Khi Louis VI qua đời vào năm 1137, quyền lực của nhà Capet đã được nâng cao rõ rệt.
Abbot Suger còn được biết tới bởi việc phổ biến một phong cách kiến trúc mới mà được gọi là kiến trúc Gothic. Phong cách này đã trở thành tiêu chuẩn cho hầu hết các nhà thờ châu Âu được xây dựng vào cuối thời Trung cổ.

#### Vương quốc Pháp dưới thời vua Philip II Augustus
Triều đại của Philip II Augustus (1180-1223) đã đánh dấu một bước quan trọng trong lịch sử quân chủ Pháp. Dưới triều đại của ông, lãnh địa và ảnh hưởng của hoàng gia Pháp được mở rộng đáng kể. Từ năm 1190 trở đi, Philip đã trở thành vị vua đầu tiên tự phong mình là "Vua của Pháp". Philippe là một trong những vị vua vĩ đại nhất của nhà Capet.  Ông xâm lược Đế quốc Angevin hùng mạnh và đánh bại một liên minh các kẻ thù gồm có Đức, Vlaanderen và Anh trong trận Bouvines năm 1214. Ông cải tổ lại chính quyền, mang lại sự ổn định tài chính cho quốc gia và biến nước Pháp từ một quốc gia phong kiến nhỏ bé trở thành một quốc gia thịnh vượng và hùng mạnh bậc nhất châu Âu. Nhà vua được dân mến mộ vì trong triều đại của mình, Philippe đã kiểm soát quyền lực của nhóm quý tộc và trao các đặc quyền  cho tầng lớp trung lưu mới nổi. Philip Augustus cũng đã cho thành lập Đại học Sorbonne và biến Paris thành một thành phố dành cho các học giả.

### Cuộc khủng hoảng cuối thời Trung Cổ
Vào cuối thế kỷ 14, Pháp rơi vào suy thoái kinh tế. Sản xuất nông nghiệp đình trệ khi dân số tiếp tục tăng. Sự cạn kiệt của các mỏ vàng và bạc cản trở sự phát triển của tiền tệ và thương mại. Đầu thế kỷ 14 cho tới cuối thế kỷ 15 cả châu Âu trải qua một kỷ băng hà nhỏ: mùa đông trở nên dài hơn và lạnh hơn, trong khi mùa hè mát và ẩm ướt hơn, làm cho nhiều loại hoa màu bị thối rữa. Các cuộc khủng hoảng kinh tế dẫn đến tình trạng bất ổn chính trị và xã hội.
Trong những năm 1315 - 1317, thời tiết xấu dẫn đến thu hoạch không đủ. Giá ngũ cốc ngày càng tăng, tạo ra nạn đói khủng khiếp mà người nông dân nghèo phải chịu thiệt hại nặng nề nhất. Các tài liệu thời đó cũng ghi lại rằng những con chó sói đã chạy vào thành phố để nuôi sống bản thân chúng vì chính chúng là con mồi.
Từ năm 1348, bệnh dịch hạch bùng phát (Cái Chết Đen), gây ra cái chết của gần một phần ba dân số Pháp. Các cuộc nổi loạn của dân nghèo liên tục xảy ra.
Tuy vậy cuộc khủng hoảng cũng có những mặt tích cực. Những nông dân và thợ thủ công còn sống sót sau nạn đói và bệnh dịch hạch đã cải thiện đáng kể điều kiện sống của họ, khi mà sự khan hiếm lao động buộc giới chủ phải tăng lương cho họ. Giới quý tộc suy tàn, trong khi giai cấp tư sản ngày càng có ảnh hưởng lớn.

### Sự kết thúc của vương triều Capet và Chiến tranh Trăm năm (1337-1453)

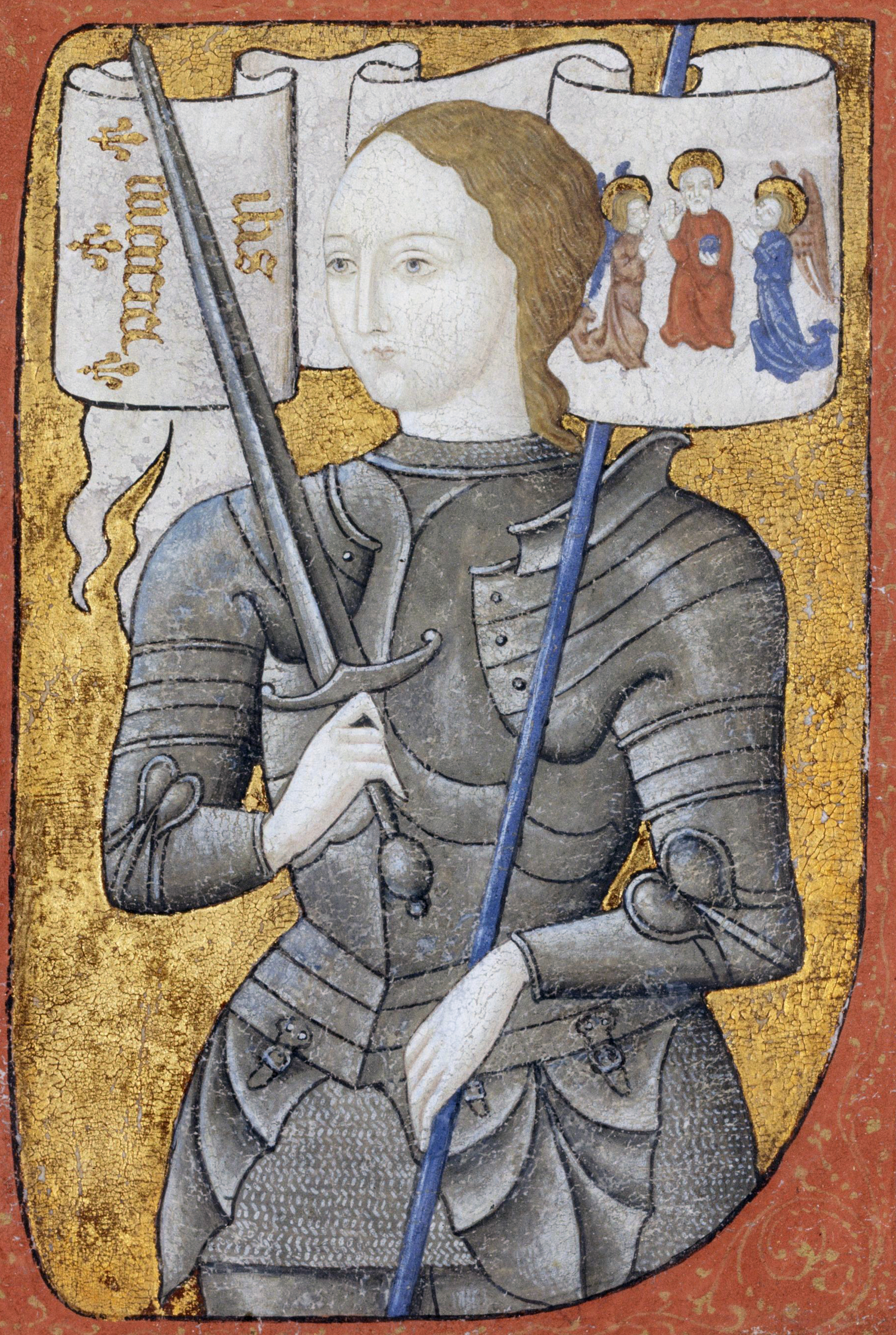
Joan of Arc, nữ anh hùng dân tộc của nước Pháp. Sự xuất hiện của nàng đã đem lại bước ngoặt cho cuộc Chiến tranh Trăm năm.

Chiến tranh Trăm năm là một loạt các trận chiến diễn ra từ năm 1337-1453 giữa nhà Valois và Nhà Plantagenet để tranh giành ngai vàng của nước Pháp khi vị vua cuối cùng của nhà Capet là Charles IV qua đời mà không có ai nối ngôi (nhà vua không có bất kỳ một người con hay nguoi anh em trai nào, trong khi một nguyên tắc được xác lập từ năm 1316 đã cấm phụ nữ kế vị ngai vàng của nước Pháp). Cai chết của Charles IV khiến cho nhà Capet coi như đã tuyệt tự, do đó Nhà Valois tuyên bố kế thừa ngai vị Vua của Pháp. Nhà Plantagenet không chấp nhận điều này và cho rằng họ mới là gia tộc có quyền nắm giữ ngai vàng của Vương quốc Pháp. Các vị vua Nhà Plantagenet là những người cai trị Vương quốc Anh từ thế kỷ 12, tuy vậy họ lại có nguồn gốc từ các vùng Anjou và Normandy của Pháp.  Nhà Plantagenet không chỉ nắm giữ ngai vàng nước Anh, mà họ còn sở hữu rất nhiều vùng lãnh địa ở Pháp, điều này khiến họ trở thành chư hầu của các vị vua nhà Capet trong nhiều thế kỷ. Khi triều đại Capet kết thúc, họ đòi quyền tiếp nối ngai vàng, dẫn tới xung đột với Nhà Valois. Mỗi bên đã thu hút nhiều đồng minh vào cuộc chiến. Đây là một trong những cuộc xung đột đáng chú ý nhất thời Trung cổ, khi mà năm thế hệ của các vị vua từ hai triều đại đối địch đã tranh giành nhau quyền cai trị vương quốc lớn nhất Tây Âu.
Cuộc xung đột kéo dài 116 năm nhưng vẫn được xen vào bởi một số thời kỳ hòa bình, trước khi cuối cùng nó kết thúc với việc trục xuất Nhà Plantagenets ra khỏi nước Pháp (ngoại trừ hạt Calais). Cuộc chiến cuối cùng là một chiến thắng cho nhà Valois, những người đã thành công trong việc chiếm lấy quyền kiểm soát mà nhà Plantagenet nắm giữ lúc ban đầu và trục xuất phần lớn người Anh ra khỏi nước Pháp vào những năm của thập kỷ 1450. Nhà Plantagenets đã giành được nhiều thắng lợi áp đảo trong giai đoạn đầu của cuộc chiến tranh, đặc biệt là tại Crécy, Poitiers và Agincourt. Tuy nhiên, các vị vua Anh đã không bao giờ có thể hoàn tất cuộc chinh phạt nước Pháp. Bắt đầu từ năm 1429, những chiến thắng quyết định của Pháp tại Trận Orléans (dưới sự chỉ huy của một cô gái 18 tuổi tên là Jeanne d'Arc), Trận Patay, Trận Formigny và Trận Castillon đã kết thúc cuộc chiến tranh với thắng lợi cho Nhà Valois, còn người Anh thì chấp nhận mất vĩnh viến hầu hết lãnh thổ của họ trên lục địa châu Âu.
Cuộc chiến tranh có ý nghĩa lịch sử vô cùng to lớn, đánh dấu đỉnh cao của của thời đại hiệp sĩ cũng như sự suy tàn của nó, cũng như phát triển mạnh mẽ bản sắc dân tộc ở cả hai quốc gia Pháp và Anh. Về mặt quân sự, nó cũng đã thấy sự ra đời của những loại vũ khí mới và những chiến thuật mới. Lần đầu tiên quân đội thường trực được sử dụng trong chiến tranh ở Tây Âu kể từ thời điểm Đế quốc Tây La Mã sụp đổ, do đó nó đã thay đổi vai trò của nông dân. Bởi tất cả những đặc điểm này, cũng như khoảng thời gian kéo quá dài của nó, nó thường được xem là cuộc xung đột quan trọng nhất trong lịch sử chiến tranh thời Trung cổ.

## Ancien Régime (1453–1789)

### Xã hội Pháp thời kỳ Ancient Regime
Nước Pháp thời kỳ Ancien Régime có diện tích lãnh thổ khoảng 520.000 km2 (200.000 dặm vuông), với dân số 13 triệu người vào năm 1484 và 20 triệu người vào năm 1700. Pháp có dân số lớn thứ hai ở châu Âu vào những năm 1700, trong khi Anh chỉ có 5 hoặc 6 triệu, Tây Ban Nha có 8 triệu và Áo có 8 triệu .
Quyền lực chính trị bị phân tán rộng rãi khi mà phần lớn sự tập trung hóa chính trị thời Trung cổ của Pháp đã bị mất trong chiến tranh Trăm năm. Nhà vua chỉ có khoảng 10.000 quan lại phục vụ dưới trướng mình - thực sự rất ít cho một đất nước rộng lớn như vậy. Thông tin liên lạc nội bộ rất chậm, và di chuyển trong cả nước thường nhanh hơn khi đi bằng tàu biển hoặc thuyền sông ..
Đại biểu của các tầng lớp khác nhau trong vương quốc - giáo sĩ, quý tộc và thường dân - thỉnh thoảng họp mặt với nhau trong cái gọi là "Hội nghị Tam Đẳng", nhưng trên thực tế, những thành viên của Hội nghị này không có quyền lực, vì họ chỉ có thể kiến nghị với nhà vua nhưng không thể thông qua luật pháp.
Giáo hội Công giáo nắm giữ khoảng 40% tài sản trong cả nước, cùng với các khoản tài trợ dài hạn từ hoàng gia mà chỉ có thể tăng chứ không thể giảm. Nhà vua (không phải giáo hoàng) là người đề cử các giám mục, nhưng thường phải thương lượng với các gia đình quý tộc có quan hệ mật thiết với các tu viện và nhà thờ địa phương.
Giới quý tộc đứng thứ hai về sự giàu có, nhưng không có sự thống nhất. Mỗi quý tộc có lãnh địa riêng, mạng lưới kết nối khu vực và lực lượng quân sự của riêng mình .. Các thành thị có vị thế gần như hoàn toàn độc lập, và phần lớn được kiểm soát bởi giới thương nhân và các phường hội lớn. Paris là thành phố lớn nhất với 220.000 người vào năm 1547 và có lịch sử phát triển ổn định. Lyon và Rouen mỗi thành chỉ có khoảng 40.000 dân, nhưng Lyon có một cộng đồng ngân hàng hùng mạnh và một nền văn hóa sôi động. Tiếp theo là Bordeaux với khoảng 20.000 dân trong năm 1500 .
Nông dân là tầng lớp chiếm đại đa số. Năm 1484, khoảng 97% trong số 13 triệu người Pháp sống ở các làng quê; vào năm 1700, ít nhất 80% trong số 20 triệu dân Pháp là những người nông dân.

### Ngôn ngữ

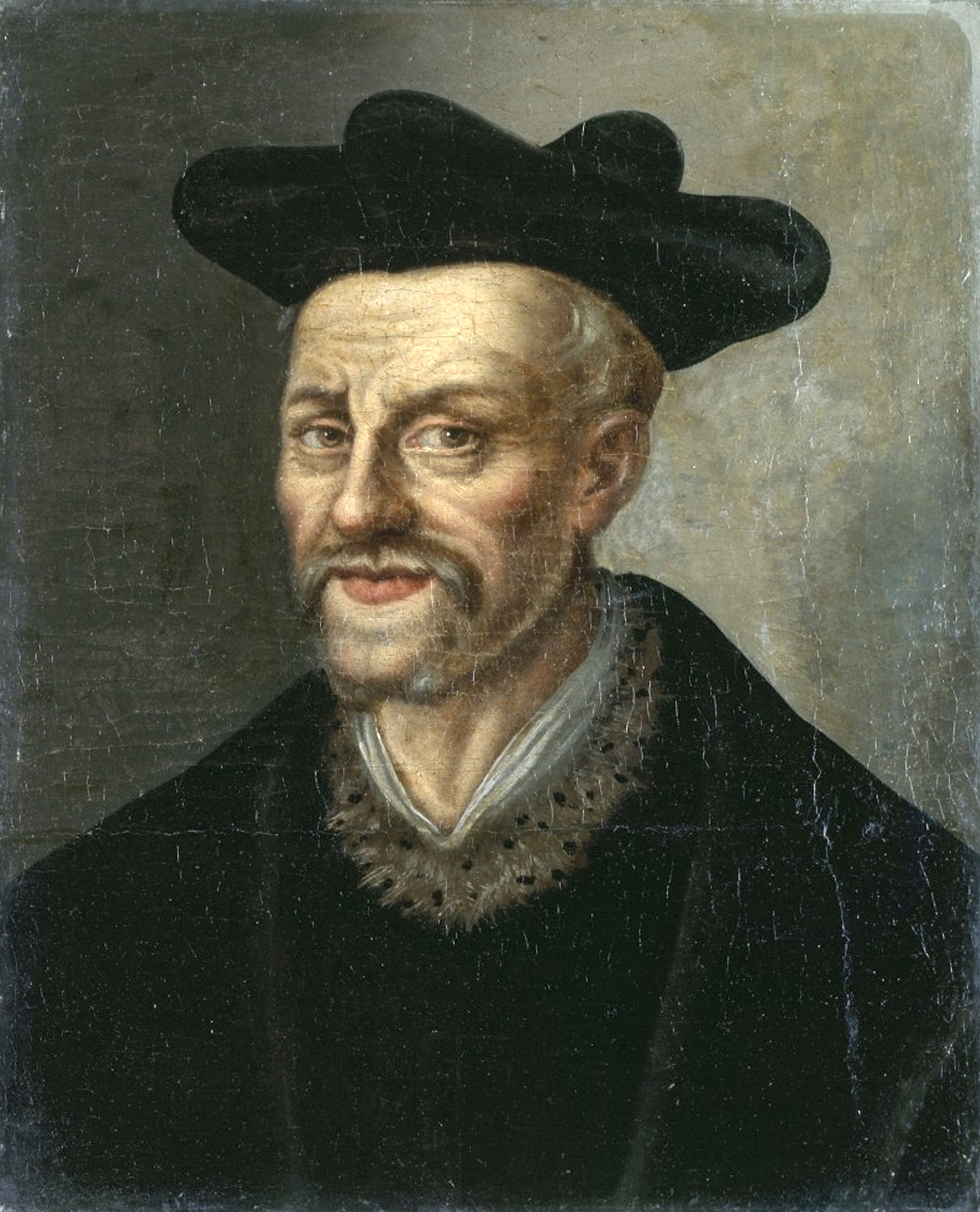
Đại văn hào Pháp Francois Rabelais

Trước thời Phục hưng, ngôn ngữ nói ở phía bắc nước Pháp là một tập hợp các phương ngữ khác nhau được gọi là tiếng Oïl trong khi ngôn ngữ viết và ngôn ngữ hành chính vẫn là tiếng Latin. Vào thế kỷ 16, đã phát triển một hình thức tiêu chuẩn của tiếng Pháp (được gọi là tiếng Pháp trung cổ), là cơ sở của tiếng Pháp "hiện đại". Mặc dù hầu hết nông dân ở Pháp vẫn sử dụng ngôn ngữ địa phương, tiếng Pháp trở nên phổ biến tại các đô thị như Paris, dần trở thành một thứ ngôn ngữ chính thức của quốc gia và được ưa chuộng bởi giới quý tộc châu Âu. Hoàng đế La Mã thần thánh Charles V (sinh năm 1500) đã từng nói một câu đầy châm biếm: "Ta nói tiếng Tây Ban Nha với Chúa, tiếng Ý với phụ nữ, tiếng Pháp với đàn ông và tiếng Đức với con ngựa của ta" 
Vị thế quốc tế của tiếng Pháp ngày càng được nâng cao đã thôi thúc nhiều học giả tiến hành cải cách tiếng Pháp để làm cho nó mang tính thống nhất hơn. Nhà văn Pháp thời Phục hưng François Rabelais (sinh năm 1494) đã định hình tiếng Pháp như là ngôn ngữ của văn học. Jacques Peletier du Mans (sinh năm 1517) là một trong những học giả cải cách tiếng Pháp nổi tiếng.

### Văn hóa Pháp thời Phục hưng

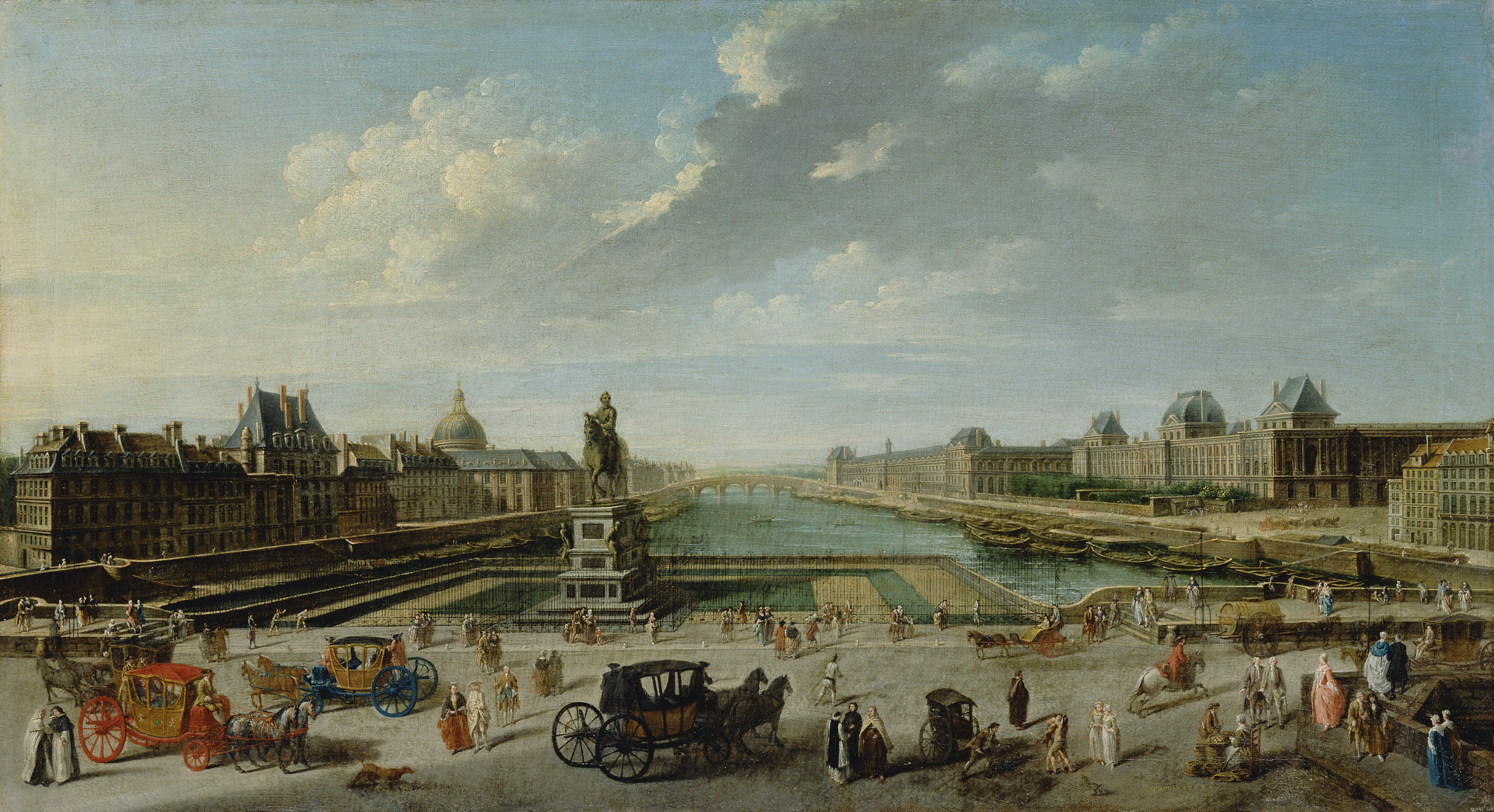
Cầu Pont Neuf qua họa phẩm của Nicolas-Jean-Baptiste Raguenet

Những phát triển đáng chú ý trong thời kỳ Phục hưng của nước Pháp bao gồm sự truyền bá chủ nghĩa nhân văn, quá trình thám hiểm "Tân thế giới" (thuộc địa Tân Pháp hay còn gọi là New France đã được Jacques Cartier thành lập ở Bắc Mỹ vào năm 1534); sự phát triển của các kỹ thuật mới và của các hình thức nghệ thuật khác nhau như in ấn, kiến trúc, hội họa, điêu khắc, âm nhạc, khoa học và văn học; cùng với đó là xây dựng nên các quy tắc mới về xã hội, nghi thức và diễn ngôn.
Trong lĩnh vực hội họa-điêu khắc, có một số nghệ sĩ người Pháp đáng kinh ngạc xuất hiện trong thời kỳ này, bao gồm họa sĩ Jean Fouquet xứ Tours và các nhà điêu khắc Jean Goujon và Germain Pilon.
Về kiến trúc, một trong những thành tựu lớn nhất của thời Phục hưng Pháp là việc xây dựng Châteaux of the Valley Valley (các lâu đài của thung lũng Loire). Lâu đài Louvre cũ ở Paris cũng được xây dựng lại dưới sự chỉ đạo của Pierre Lescot và sẽ trở thành cốt lõi của một tòa lâu đài thời Phục hưng hoàn toàn mới. Ở phía tây của Louvre, Catherine de Medici đã cho xây dựng điện Tuileries. Thời kỳ trị vì của Henry IV đã mang đến một thời kỳ phát triển mạnh mẽ của các công trình kiến trúc đô thị lớn ở Paris, bao gồm việc xây dựng cây cầu Pont Neuf bắc qua sông Seine vô cùng nổi tiếng, hay các công trình nổi bật khác như Place des Vosges, Place Dauphine và một phần của Louvre (trong đó có Phòng trưng bày lớn).
Về văn học Pháp thời Phục hưng, nổi tiếng nhất có lẽ là kiệt tác Gargantua và Pantagruel của nhà văn François Rabelais.
Về âm nhạc Phục hưng Pháp, cái tên tiêu biểu nhất là nhà soạn nhạc lừng danh Josquin des Prez. Đóng góp đáng kể nhất của nước Pháp cho nền âm nhạc thời kỳ Phục hưng là một thể loại có tên chanson. Chanson là một loạt các bài hát mang tính thế tục, có nội dung rất đa dạng, và là một trong những thể loại nhạc phổ biến nhất ở châu Âu trong thế kỷ 16.

### Mở rộng lãnh thổ
Với cái chết vào năm 1477 của Charles Hói, Pháp và Habsburg đã bắt đầu một quá trình dài chia cắt vùng đất Burgundia giàu có của mình, dẫn đến nhiều cuộc chiến. Năm 1532, vùng Brittany được sáp nhập vào Vương quốc Pháp.
Pháp tham gia vào các cuộc chiến tranh Ý (1494 - 1559) với Đế chế La Mã thần thánh. Kết thúc cuộc chiến, Pháp đã buộc phải từ bỏ yêu sách của mình ở Ý nhưng bù vào đó giành được ba thành phố là Metz, Toul và Verdun ở Lorraine. Đô đốc Ottoman là Barbarossa chiếm được Nice vào năm 1543 và giao lại vùng đất này cho vua Pháp Francis I.
Trong thế kỷ 16, gia tộc Habsburg cai trị Tây Ban Nha và Áo nắm quyền lực thống trị ở châu Âu và có nhiều cuộc xung đột với Vương quốc Pháp. Vào ngày 7 tháng 1 năm 1558, Công tước Guise đã chiếm được Calais từ tay Anh, chấm dứt hoàn toàn sự hiện diện của người Anh trên đất Pháp.

### Chiến tranh tôn giáo Pháp (1562 – 1598)
Chiến tranh Tôn giáo Pháp là một chuỗi các cuộc xung đột giữa những người Công giáo và những người Tân giáo (Huguenot) tại Vương quốc Pháp từ năm 1562 đến năm 1598. Ngoài những yếu tố tôn giáo, cuộc chiến này là cũng là một cuộc tranh chấp nhằm giành quyền kiểm soát nước Pháp giữa Nhà Giuse (Công giáo) và Nhà Bourbon (Tân giáo). Người ta ước tính rằng ba triệu người Pháp thiệt mạng trong cuộc chiến vô cùng đẫm máu này. Đây là cuộc xung đột tôn giáo lớn thứ hai trong lịch sử châu Âu (chỉ đứng sau Chiến tranh ba mươi năm).

#### Sự phát triển của Tân giáo tại Pháp

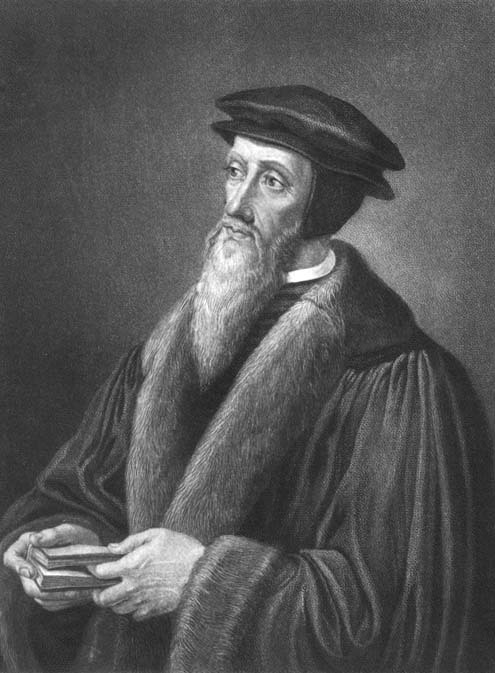
John Calvin

Khi tư tưởng cải cách của Martin Luther được truyền bá vào Pháp khoảng năm 1520, Vua François I tỏ ra khoan hòa đối với các nhà cải cách trong nước. Nhưng sau khi xảy ra Vụ Áp phích (tranh cổ động chống Công giáo xuất hiện ở Paris và bốn thành phố khác) trong năm 1534, nhà vua cảm thấy bị đe dọa, và bắt đầu công khai chống những người Tân giáo. Một trong số những người Tân giáo tại Pháp thời đó, John Calvin, phải tìm đến tị nạn ở Geneva. Tại đây, Calvin đã khởi đầu một nhánh mới của Tân giáo đó là Thần học Calvin. Trong thời trị vì của vua Henry II (1547 – 1559), Thần học Calvin thu hút nhiều người thuộc giới quý tộc, tầng lớp trung lưu, và những nhà trí thức. Dù chỉ là thành phần thiểu số ở Pháp, những người Tân giáo tại Pháp (được gọi chung là Huguenot) phần lớn là những người giàu có, ảnh hưởng rộng, và có lập trường chống Công giáo mãnh liệt nên bị nhiều người căm ghét.

#### Giai đoạn thứ nhất
Tháng 12 năm 1560, đức vua François II băng hà, mẹ ông là Catherine de' Medici trở thành nhiếp chính cho vị vua mới là đứa con trai thứ hai mới chỉ 10 tuổi của bà, Charles IX. Thiếu kinh nghiệm lẫn nguồn hỗ trợ tài chính, Catherine thấy cần phải cẩn thận lèo lái triều chính nhằm giữ thế cân bằng giữa các thế lực chính trị và lợi ích cục bộ vây quanh bà, khi mà các gia tộc đầy quyền lực đều có trong tay các đạo quân riêng. Mặc dù là một người Công giáo sùng tín, Catherine muốn gây thiện cảm với Nhà Bourbon theo Tân giáo nhằm duy trì sức mạnh đối trọng với Nhà Giuse sùng tín Công giáo có thế lực rất mạnh thời điểm đó.
Catherine đưa ra một số biện pháp nhượng bộ với người Huguenot để ngăn họ nổi loạn. Tháng 1 năm 1562, Chỉ dụ Saint-Germain được ban hành, cho phép người Huguenot có quyền thờ phụng trong nhà riêng và bên ngoài thành phố. Tuy nhiên, ngày 1 tháng 3, một nhóm tùy tùng của Nhà Giuse tấn công những người Huguenot khi họ đang thờ phượng tại Wassy-sur-Blaise ở Champagne và ra tay tàn sát họ. Biến cố này được gọi là "Thảm sát Wassy" và là nguyên nhân bùng nổ cuộc chiến tranh tôn giáo lần thứ nhất. Ngay sau đó, cuộc xung đột vũ trang giữa hai phe Tân giáo và Công giáo lan ra các nơi khác. Cuộc đụng độ diễn ra ác liệt cho đến khi Catherine dàn xếp một cuộc ngừng bắn và ban hành Chỉ dụ Amboise (1563).
Ngày 29 tháng 9 năm 1567, xảy ra vụ bạo loạn ở Michelade, những đám đông người Huguenot, do phẫn uất vì bị áp bức và cấm đoán hành đạo, đã tàn sát 24 linh mục và tu sĩ Công giáo. Hai biến cố này khơi mào cho chiến tranh tôn giáo lần thứ hai, kéo dài đến khi ký kết Hòa ước Longjumeau vào tháng 3 năm 1568 với một cuộc ngừng bắn mà cả hai phe đều không cảm thấy hài lòng.
Tháng 9 trong năm 1568, lại bùng nổ cuộc chiến lần thứ ba. Lần này Catherine và Charles quyết định liên kết với Nhà Guise. Quân đội Huguenot, dưới quyền thống lĩnh của Louis I de Bourbon, hoàng thân Condé, được hỗ trợ bởi đạo quân của Paul de Mouvans đến từ đông nam nước Pháp, cùng một đội dân binh Tân giáo đến từ Đức. Phần lớn nguồn tài chính của phe Huguenot được cung cấp bởi Nữ hoàng Anh Elizabeth I. Phe Công giáo đặt dưới quyền chỉ huy của Công tước d'Anjou (về sau là Henry III của Pháp), và nhận được sự hỗ trợ từ Tây Ban Nha, các lãnh thổ của giáo hoàng (Papal States), và Đại Công tước xứ Tuscany. Những món nợ khổng lồ của hoàng gia và mong muốn hòa giải của vua Charles IX giúp kiến tạo Hòa ước Saint-Germaine-en-Laye (8 tháng 8 năm 1570), lần này lại có thêm nhượng bộ cho phe Huguenot.

#### Giai đoạn 2

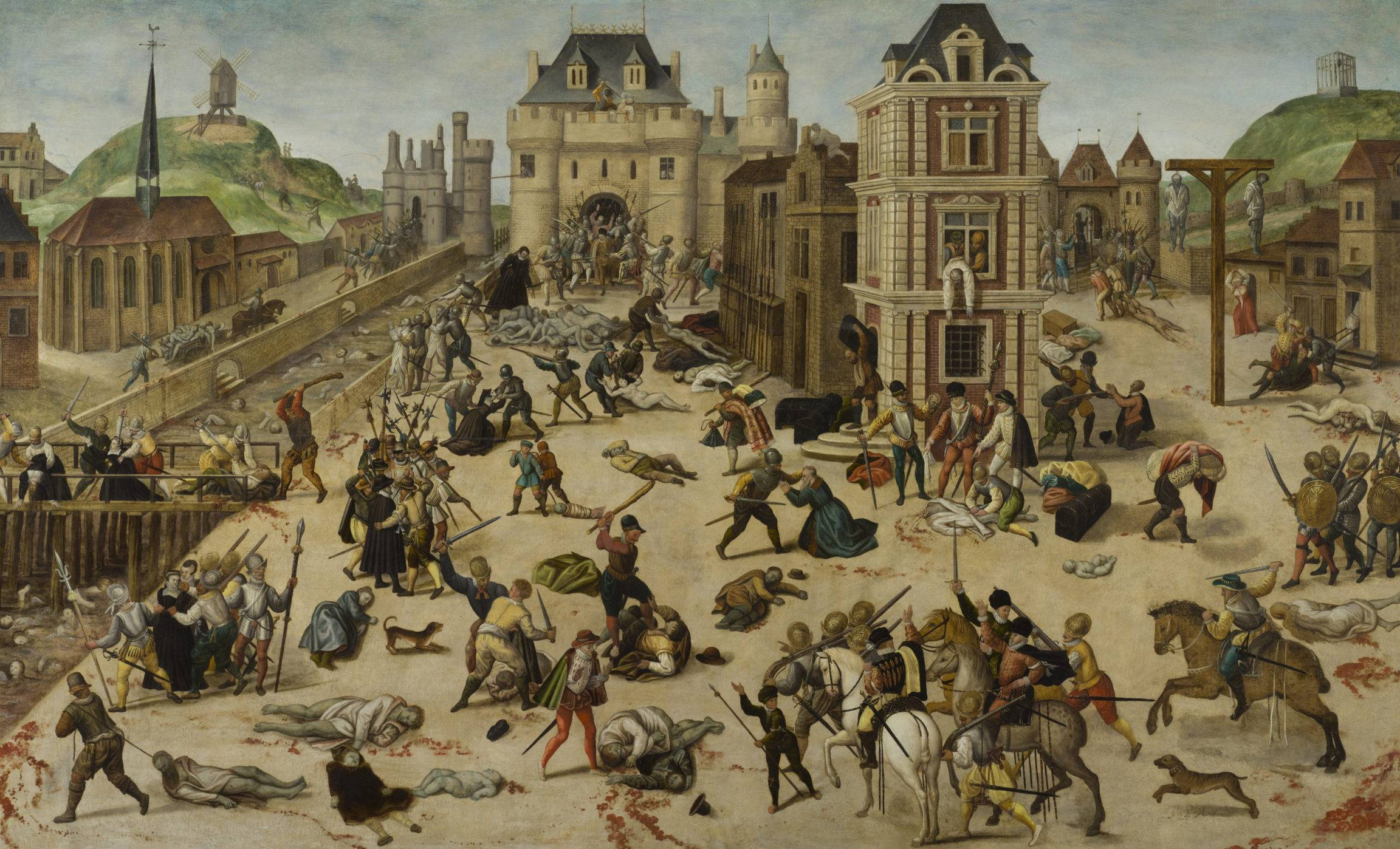
Tranh minh họa vụ Thảm sát Thánh lễ Barthélemy của François Dubois

Ngày 23 tháng 8, trong một phiên họp riêng của hoàng gia, Catherine và những người theo bà tin rằng phe Huguenot có thể đang chuẩn bị một vụ lật đổ, rồi họ quyết định, với sự chuẩn thuận của nhà vua, tiến hành một vụ đánh úp bằng cách ám sát một số nhà lãnh đạo Huguenot. Sáng sớm ngày 24 tháng 8, Công tước Guise đến chỗ trọ của Đô đốc Coligny (một lãnh tụ phe Huguenot), giết Coligny và vài người ở đó, ném xác Coligny qua cửa sổ rơi xuống đường. Đám đông người dân Paris xúm lại cắt xẻo xác Coligny, kéo lê trong bùn, ném xuống sông, treo lên giá, rồi thiêu. Trong năm ngày kế tiếp, thành phố trở nên hỗn loạn bởi người ta đổ xô đi săn tìm để tàn sát người Huguenot, kể cả phụ nữ và trẻ em, và cướp phá nhà cửa của họ.Trong vài tuần sau đó, cuộc tàn sát lan ra đến hơn chục thành phố khắp nước Pháp. Biến cố này được gọi là vụ Thảm sát Ngày lễ Thánh Barthélemy. Có lẽ khoảng 2.000 người Huguenot bị giết ở Paris, và trong vài tuần lễ kế tiếp, có thêm nhiều ngàn người thiệt mạng tại các tỉnh; tổng cộng, có khoảng 10.000 người bị sát hại trong vụ thảm sát. Cả Vua Felipe của Tây Ban Nha và Giáo hoàng Gregory XIII đều tuyên bố hài lòng với kết quả của vụ thảm sát, khiến người dân khắp châu Âu tức giận và tỏ ra kinh tởm.
Vụ thảm sát làm khởi phát cuộc chiến lần thứ tư. Xung đột tạm thời chấm dứt khi Công tước Anjou lên trị vì Ba Lan, và Chỉ dụ Boulogne được ban hành trong tháng 7 năm 1573. Người Tân giáo Pháp bị tước bỏ những quyền họ có trước đây.

#### Giai đoạn 3 và Cuộc chiến ba vua Henry

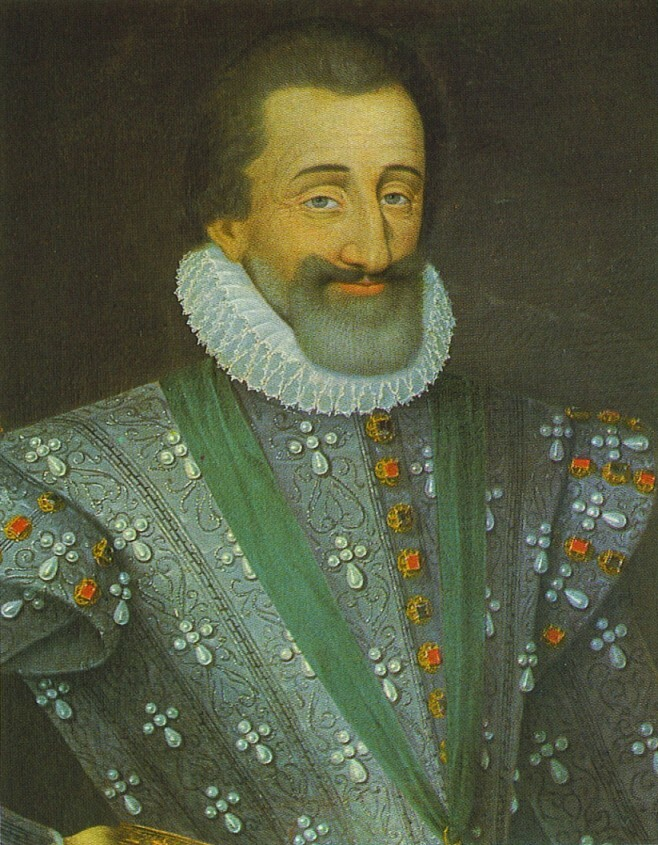
Chân dung vua Henry IV

Ba tháng sau khi Henry Anjou đăng quang làm vua Ba Lan, anh trai của ông, Charles IX, băng hà (tháng 5 năm 1574). Henry bí mật rời Ba Lan trở về Pháp. Tại Rheims năm 1575, ông được trao vương miện để trở thành Vua Henry III của Pháp, nhưng lúc này lại bùng nổ chiến tranh tôn giáo lần thứ năm. Xung đột kéo dài đến năm 1576 khi nhà vua ký Chỉ dụ Beaulieu với nhiều nhượng bộ dành cho người Tân giáo.
Chỉ dụ Beaulieu khiến Henry I, Công tước Guise, một người Công giáo cực đoan, vô cùng phẫn nộ. Ông đã tiến hành thành lập Liên minh Công giáo để phản đối. Cánh Guise kiên trì ủng hộ vua Tây Ban Nha, nhờ đó luôn duy trì vị thế vững chắc trong suốt thập niên 1580. Tuy nhiên, phe Huguenot đã củng cố lực lượng ở miền tây nam, và được các chính phủ Tân giáo ủng hộ, dù trong thực tế, Anh và Đức không chịu cung cấp nhiều quân binh. Vào cuối cuộc chiến lần thứ sáu (1576-1577), sau nhiều cuộc thương thảo, Henry III, với Hiệp ước Bergerac (còn gọi là "Chỉ dụ Poitiers"), buộc phải thu hồi hầu hết các nhượng bộ dành cho người Tân giáo chiếu theo Chỉ dụ Bealieu. Hai năm sau, lại bùng nổ cuộc chiến lần thứ bảy (1579-1580) – rồi chấm dứt trong sự bế tắc với Hiệp ước Fleix.
Tình trạng thỏa hiệp mong manh lại bị phá vỡ năm 1584, khi em trai nhà vua và là người kế vị ngai vàng, François, Công tước Anjou, từ trần. Bởi vì Henry III không có con trai, nên chiếu theo Luật Salic, người kế vị sẽ là Henry Navarre, một người Huguenot. Dưới áp lực của Công tước Guise, Henry III miễn cưỡng ban hành một chiếu chỉ trấn áp đức tin Kháng Cách và phủ quyết quyền kế vị của Henry Navarre.
Lúc đầu, nhà vua cố cộng tác với người đứng đầu Liên minh Công giáo nhằm hướng liên minh tới một cuộc dàn xếp qua thương thảo. Nhưng động thái này là điều không thể chấp nhận đối với các nhà lãnh đạo liên minh, họ chỉ muốn đập tan phe Huguenot. Tình hình càng trở nên tồi tệ cho đến khi bùng nổ cuộc chiến lần thứ tám (1585-1598). Bởi vì người lãnh đạo nhà Guise cũng có tên Henry, nên trong giai đoạn đầu, cuộc chiến được mệnh danh "Chiến tranh ba Henry".
Nhìn thấy Nhà Guise là mối đe dọa chính đối với vương quyền, Henri III quyết định ra tay trước. Ngày 23 tháng 12 năm 1588, tại Lâu đài Blois, Henry Guise bị ám sát theo lệnh của nhà vua. Nhưng Công tước Guise rất được yêu thích ở Pháp, nên liên minh Công giáo tuyên chiến với nhà vua. Henry III quyết định gia nhập lực lượng của người em họ, Henry Navarre, để chống lại Liên minh Công giáo.
Tháng 7 năm 1589, tại Saint-Cloud, một tu sĩ Dòng Dominican tên Jacques Clément xin gặp nhà vua và đâm vào bụng ông. Khi hấp hối, Henry III cho vời Henry Navarre đến, khẩn nài ông, vì quyền lợi quốc gia, hãy cải đạo sang Công giáo, và cảnh báo về hiểm họa chiến tranh kéo dài nếu Henry Navarre không chịu nghe theo lời khuyên của ông. Chiếu theo Luật Salic, nhà vua tuyên bố Henry Navarre là người kế vị, trở thành Henry IV của Pháp, khởi đầu Vương triều Bourbon.

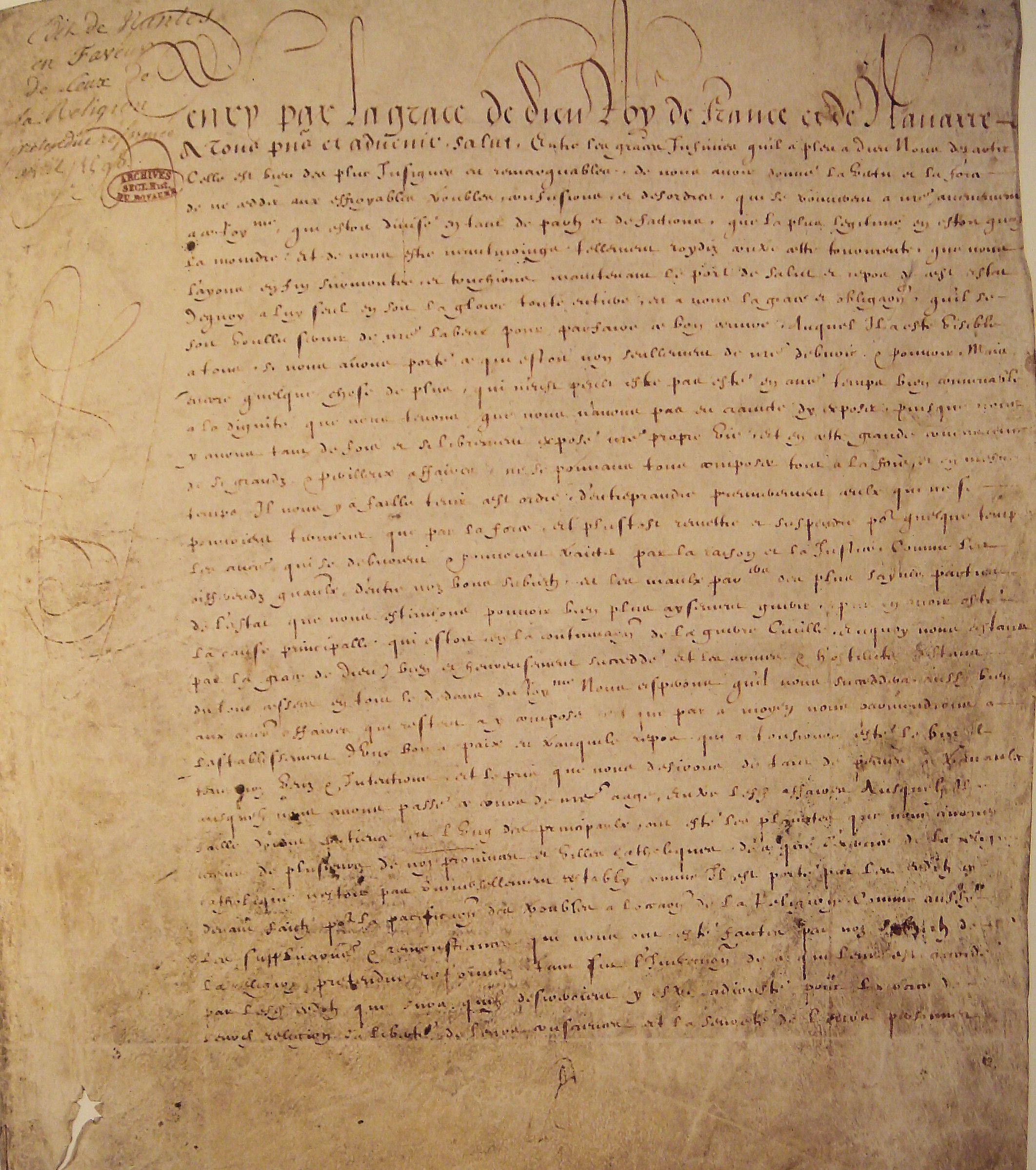
Sắc lệnh Nantes chấm dứt cuộc chiến tranh Tôn giáo Pháp

Tình hình nước Pháp năm 1589 là bất ổn và phức tạp. Tân vương Henry IV kiểm soát khu vực phía tây và phía nam, trong khi Liên minh Công giáo nhận được sự hỗ trợ của Tây Ban Nha thì nắm giữ phía bắc và phía đông. Nhận thấy không có cơ may cho một quân vương Tân giáo đăng quang ngay tại Paris, Henry IV đã thốt lên câu nói trứ danh Paris vaut bien une messe (Paris đáng cho một lễ misa). Năm 1593, Henry chính thức được nhận vào Giáo hội Công giáo Rôma, và được trao vương miện tại Chartres năm 1594.
Trong khi một số thành viên Liên minh Công giáo tiếp tục tranh đấu, nhiều người Công giáo khác hài lòng với quyết định cải đạo của nhà vua, dần dà cánh cực đoan cũng bị cô lập và mất ảnh hưởng. Rồi quân đội Tây Ban Nha cũng rút lui chiếu theo Hòa ước Vervins. Henry IV ra sức tái thiết nước Pháp đang nghèo đói tan tác bởi những xung đột nội bộ, và cố thống nhất lòng dân dưới vương quyền. Nỗ lực đầu tiên của nhà vua là mở các cuộc thương thảo nhằm ban hành Chỉ dụ Nantes. Chỉ dụ này là một dấu chỉ về tinh thần bao dung tôn giáo, trong thực tế đã mở ra một cuộc hưu chiến (dù miễn cưỡng) giữa các phe tranh chấp. Dù vậy, có thể xem Chỉ dụ Nantes là dấu mốc kết thúc cuộc chiến tranh tôn giáo kéo dài của nước Pháp.
Henry IV cùng cố vấn thân cận, Công tước Sully, nỗ lực tái thiết nước Pháp, và xây dựng một thời kỳ thái bình thịnh trị cho đất nước này. Tuy vậy về sau đức vua đã bị ám sát bởi Ravaillac, một kẻ Công giáo cuồng tín vào năm 1610.

### Hồng y Richelieu và Chiến tranh ba mươi năm (1618-1648)

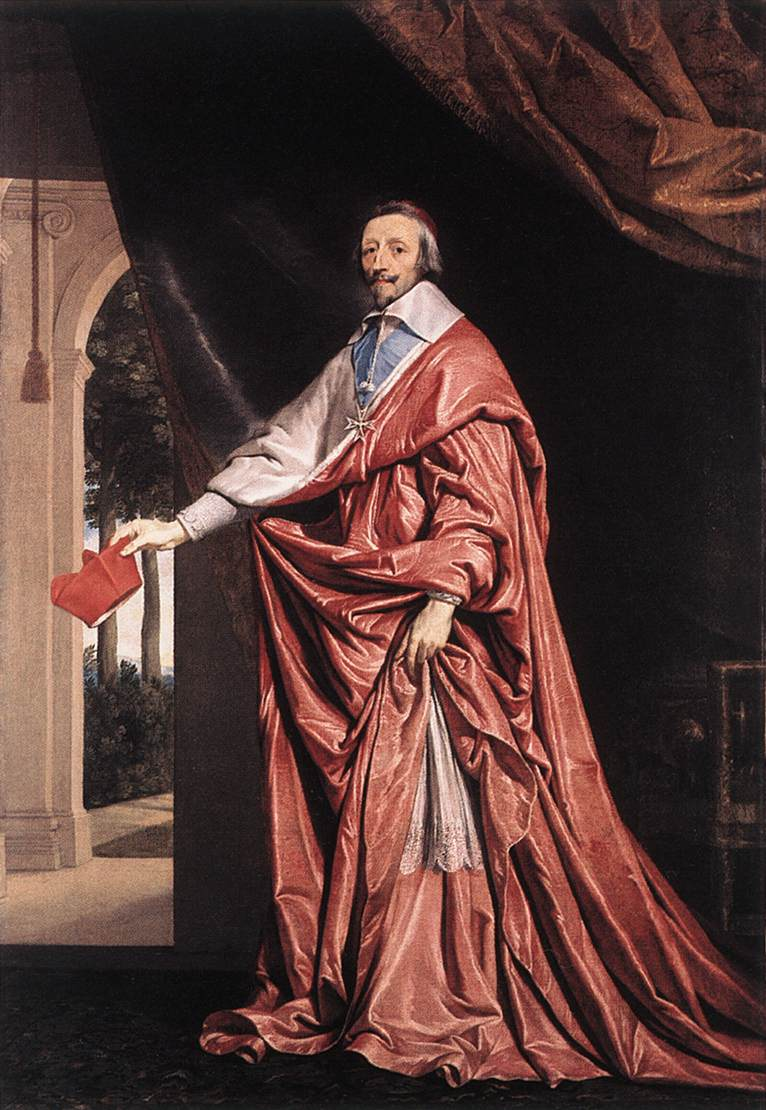
Đức Hồng y Richelieu

Từ năm 1624-1642, chính trường Pháp bị chi phối bởi một nhân vật có tên là Armand Jean du Plessis de Richelieu, gọi ngắn gọn là Hồng y Richelieu. Richelieu được coi là một trong những chính trị gia lỗi lạc nhất của Pháp và là người có công đầu trong việc thống nhất nước Pháp. Hồng y Richelieu là thủ tướng không chính thức của nước Pháp và thường được biết đến với chức danh kép "Hồng y - thủ tướng". Và do đó, ông được coi là vị thủ tướng đầu tiên trên thế giới, theo ý nghĩa hiện nay của thuật ngữ này. Trong sự nghiệp của mình, ông luôn tìm cách củng cố quyền lực của Hoàng gia và dẹp tan mọi tư tưởng bè phái. Bằng cách hạn chế quyền lực của giới quý tộc, ông đã đưa Pháp trở thành một nước quân chủ chuyên chế với sự tập trung quyền lực cao độ. Mục tiêu trọng tâm của chính sách đối ngoại do ông đưa ra là làm suy yếu quyền lực của vương triều Habsburg đang cai trị Áo và Tây Ban Nha. Mặc dù là một đức hồng y, ông không ngần ngại liên minh với các vị vua Tân giáo nhằm đạt được mục đích cuối cùng. Sự kiện quan trọng nhất trong sự nghiệp cầm quyền của ông là việc can thiệp vào chiến tranh Ba mươi năm ở bên phe Tân giáo để chống lại phe Công giáo do gia tộc Habsburg lãnh đạo. Richelieu cũng ủng hộ Samuel de Champlain trong việc giành lại Quebec, và thành lập công ty Compagnie des Cent-Associés, sau đó chứng kiến việc ký kết Hiệp ước Saint-Germain-en-Laye giúp cho Thành phố Quebec nằm dưới quyền cai trị của người Pháp và do Champlain trực tiếp quản lý. Sự kiện này cho phép thuộc địa Quebec trở thành nơi phát triển chính của nền văn hóa Pháp ở Bắc Mỹ. Richelieu cũng nổi tiếng vì sự bảo trợ của ông đối các môn nghệ thuật; mà thành quả lớn nhất là ông đã thành lập Académie Française, là một hội nghiên cứu các vấn đề liên quan đến tiếng Pháp.
Richelieu qua đời năm 1642 và được thay thế bởi Hồng y Mazarin, trong khi Louis XIII qua đời một năm sau đó và được Louis XIV kế vị. Pháp tiếp tục tham chiến trong chiến tranh ba mươi năm với một số chỉ huy rất tài năng như Louis II de Bourbon (Condé) và Henry de la Tour Touruvergne (Turenne). Quân Pháp đã giành chiến thắng quyết định tại Rocroi (1643), và quân đội Tây Ban Nha gần như bị tiêu diệt hoàn toàn. Cuối cùng, Hiệp ước Westfalen (1648) đã chấm dứt cuộc chiến tranh.
Một số thách thức vẫn còn. Pháp rơi vào tình trạng bất ổn dân sự được gọi là Fronde, lần lượt phát triển thành Chiến tranh Pháp-Tây Ban Nha năm 1653. Louis II de Bourbon gia nhập quân đội Tây Ban Nha chống lại Tổ quốc, nhưng đã chịu thất bại nặng nề tại Trận Dunkirk (1658) dưới tay Henry de la Tour d 'Auvergne. Các điều khoản hòa bình dành cho vương quốc Tây Ban Nha trong Hiệp ước Pyrenees (1659) rất khắc nghiệt, khi Pháp được sáp nhập miền Bắc Catalonia.
Trong bối cảnh hỗn loạn này, triết gia, nhà toán học vĩ đại của Pháp là René Descartes đã tìm kiếm câu trả lời cho các câu hỏi triết học thông qua việc sử dụng logic và lý trí. Ông được một số người xem là cha đẻ của triết học hiện đại.

### "Vua mặt trời" Louis XIV (1643–1715)

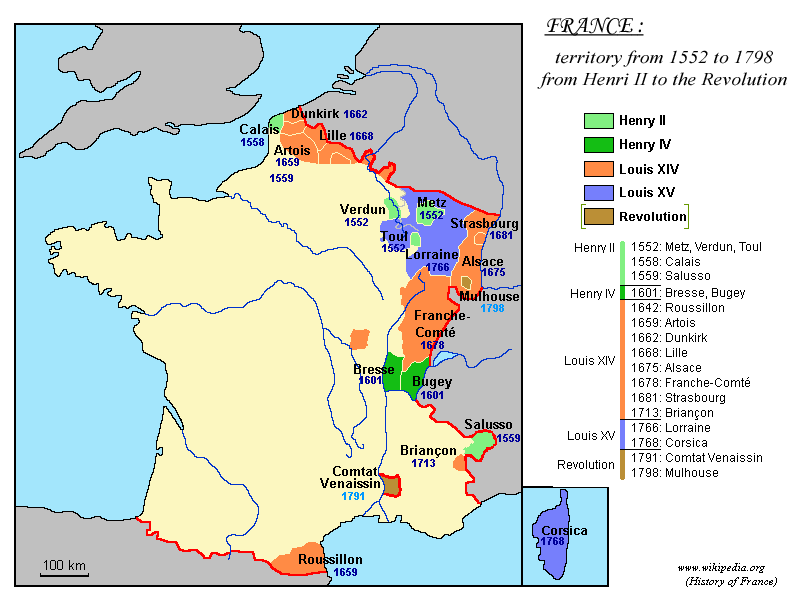
Quá trình mở rộng lãnh thổ của vương quốc Pháp dưới thời Louis XIV (1642-1715) (màu da cam)

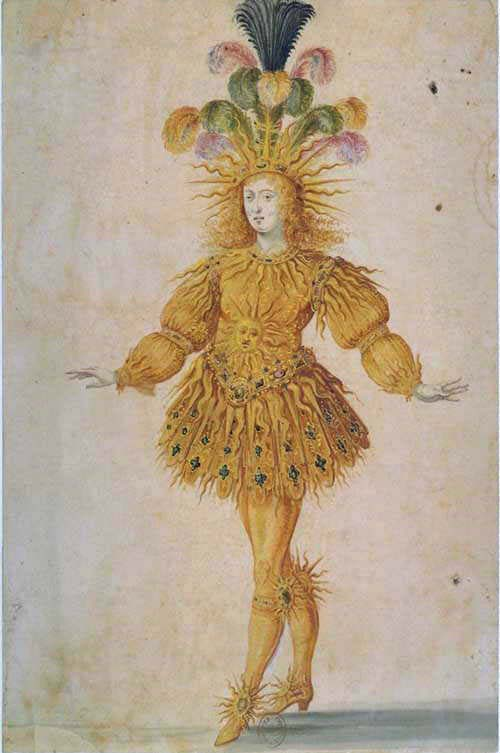
Louis XIV từng hóa trang thành thần Mặt Trời Apollo trong một buổi khiêu vũ. Từ đó, ông có biệt danh "Vua Mặt Trời"

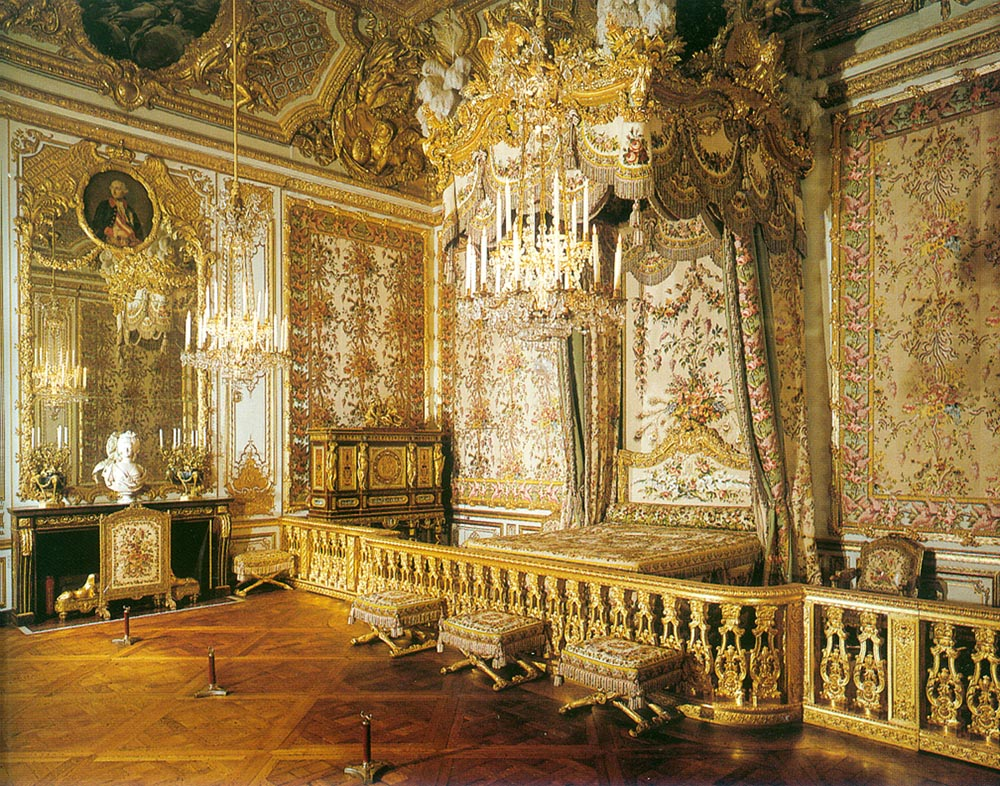
Phòng ngủ Hoàng hậu, cung điện Versailles

Louis XIV, còn được gọi là Louis Vĩ đại hay "Vua mặt trời", cai trị Vương quốc Pháp từ năm 1643 đến 1715. Triều đại của ông kéo dài 72 năm, dài nhất trong lịch sử nước Pháp và cả Châu Âu. Trong thời gian cai trị của mình, nhà vua đã đưa nước Pháp trở thành quốc gia hùng mạnh nhất, đứng đầu châu Âu về mọi mặt. Chế độ quân chủ chuyên chế của nước Pháp đạt đến đỉnh cao trong triều đại của ông. Louis XIV được xem là một trong những vị quân chủ vĩ đại nhất trong lịch sử nước Pháp và là nhân vật trung tâm ảnh hưởng lớn nhất đến châu Âu trong thời kỳ của ông .
Louis XIV lên ngôi khi được 4 tuổi, và được mẹ là Anne của Áo nhiếp chính. Năm 1661, khi được 23 tuổi, Louis XIV mới chính thức cai trị vương quốc sau cái chết của Hồng y Mazarin. Với chủ nghĩa quân chủ chuyên chế (Divine right of kings), Louis XIV chủ trương thiết lập một triều đình chuyên chế, ông tìm cách loại bỏ tàn dư của chế độ phong kiến và làm suy yếu tầng lớp quý tộc. Bằng những cách này, ông đã củng cố một hệ thống cai trị quân chủ chuyên chế tuyệt đối ở Pháp tồn tại mãi cho đến tận cuộc Cách mạng Pháp năm 1789. Tuy nhiên, triều đại của Louis XIV đã chứng kiến Pháp tham gia vào rất nhiều cuộc chiến tranh làm cạn kiệt ngân khố quốc gia.
Quân đội Pháp dưới thời Louis XIV bao gồm 15 vạn binh sĩ vào thời bình và 40 vạn quân tinh nhuệ trong thời chiến. Bản thân vua Louis XIV không có kinh nghiệm chiến trường, nhưng ông là nhà chiến lược và quản lý quân sự tài ba. Kiêm nhiệm chức vụ Bộ trưởng Chiến tranh, nhà vua bàn luận về vĩ mô chiến lược với các tướng lĩnh dày dạn trận mạc của ông, rồi chỉ đạo các hoạt động cung ứng quân nhu, tuyển quân, huấn luyện, tình báo quân đội... Theo thời gian, uy tín của Louis XIV và của nước Pháp dâng cao mỗi năm. Hầu tước xứ Vauban giúp nhà vua xây dựng các pháo đài ở biên giới nước Pháp, gọi là pháo đài Vauban. Các bệ pháo đặt bên trên pháo đài cũng dễ dàng tiêu diệt quân tấn công. Pháo đài Vauban thời đó nổi tiếng trong lịch sử châu Âu và được xem là bất bại. Quân đội Pháp trở nên đáng sợ nhất châu Âu.
Pháp cùng với Liên minh sông Rhine chiến đấu chống lại người Thổ Ottoman trong trận Saint Gotthard năm 1664. Kết thúc trận chiến là thắng lợi của phe Kitô giáo, chủ yếu là nhờ có cuộc tấn công dũng cảm của 6.000 quân Pháp do La Feuillade và Coligny lãnh đạo.
Pháp tiếp tục có chiến tranh với Tây Ban Nha vào năm 1667. Kết cục là Pháp lại một lần nữa đánh bại Tây Ban Nha, nhân đà thắng lợi quân Pháp đã tấn công Hà Lan thuộc Tây Ban Nha, khiến cho các liệt cường khác ở châu Âu như Anh và Thụy Điển lo ngại và buộc phải thành lập một liên minh tay ba với Cộng hòa Hà Lan để đối phó với Louis XIV. Theo hiệp ước hòa bình Aix-la-Chapelle (1668), Louis XIV đã trả lại ba thành phố là Cambrai (Kamerijk), Aire và Saint-Omer và toàn bộ tỉnh Franche-Comté cho Tây Ban Nha. Tuy nhiên, các thành phố Armentières, Bergues, Charleroi, Courtrai, Douai, Furnes, Oudenarde. Tournai và Lille đã được sáp nhập vào lãnh thổ của Pháp.
Nền hòa bình rất mong manh, và chiến tranh lại nổ ra giữa Pháp và Cộng hòa Hà Lan trong Chiến tranh Pháp-Hà Lan (1672-78). Louis XIV yêu cầu Cộng hòa Hà Lan tiếp tục chiến tranh chống lại Hà Lan thuộc Tây Ban Nha, nhưng nước cộng hòa này đã từ chối. Thế là Pháp đem quân tấn công Cộng hòa Hà Lan còn Anh và Thụy Điển thì chuyển sang ủng hộ Pháp trong cuộc xung đột này. Cuộc chiến kết thúc với Hòa ước Nijmegen, theo đó Pháp trả lại Charleroi cho Tây Ban Nha. Đổi lại, Pháp đã nhận được tỉnh Franche-Comté và các thành phố ở Flanders và Hainaut, về cơ bản thiết lập nên biên giới phía bắc của nước Pháp hiện đại. Cuộc chiến đã đánh dấu đỉnh cao quyền lực của Pháp tại châu Âu dưới sự lãnh đạo của Louis XIV, song nó cũng thúc đẩy các cường quốc còn lại ở châu Âu liên minh với nhau để cùng ngăn chặn sự bành trướng của Pháp.

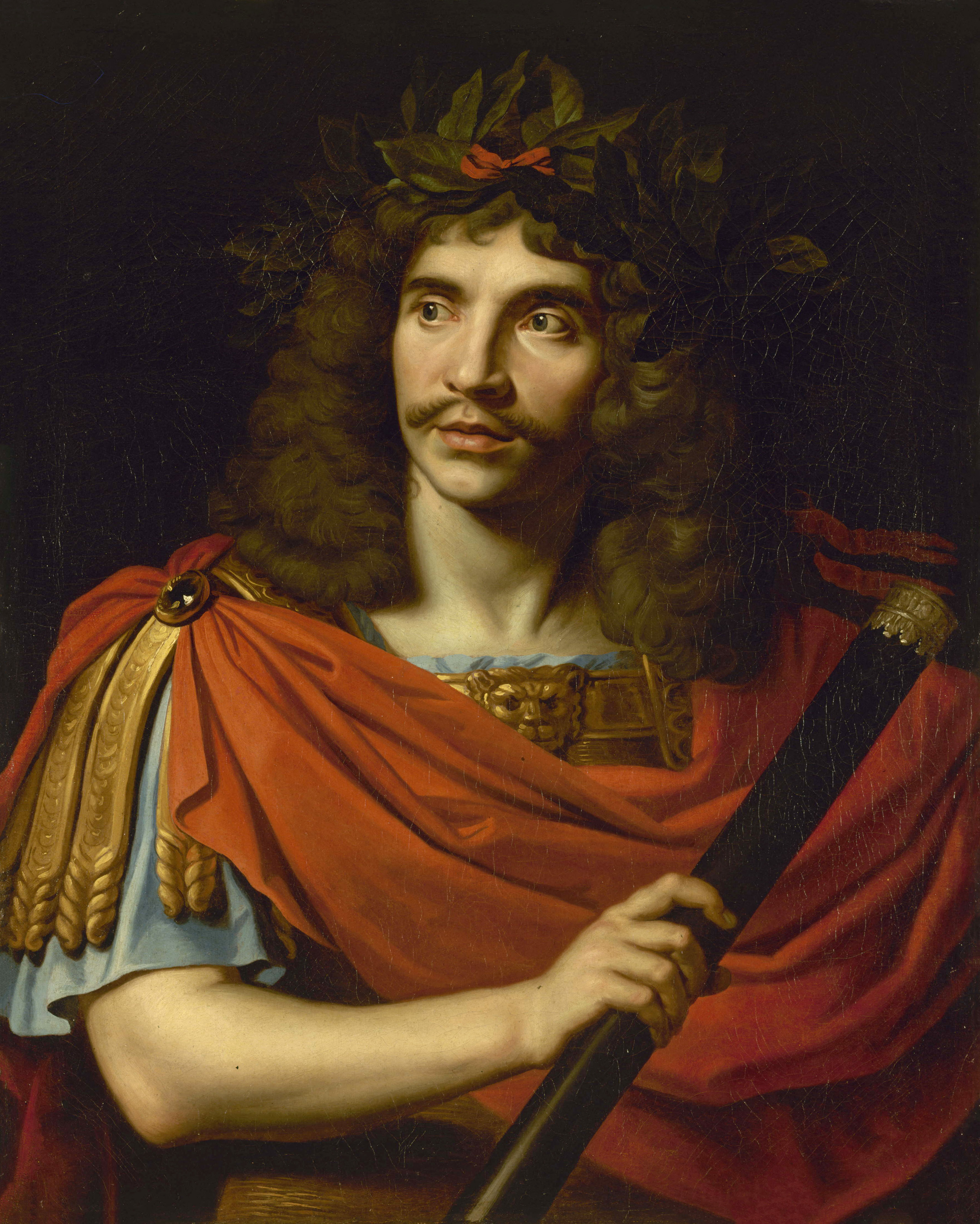
Molière, một trong những nhà văn vĩ đại nhất của Pháp.

Vào 06 tháng 5 năm 1682, Cung điện Versailles vô cùng xa hoa và tráng lệ đã được hoàn thành. Louis XIV đã di dời toàn bộ gia đình hoàng gia và các thành viên của giới quý tộc đến sống ở Versailles. Ông kiểm soát giới quý tộc bằng một hệ thống lương hưu và đặc quyền, nhưng cũng đồng thời thâu tóm quyền lực của họ vào tay mình. Điện Versailles trở thành một cung điện vĩ đại nhất thế giới. Điện Versailles không có thành lũy, vị vua đã xây cung điện trị vì không được che chắn, giữa đồng trống, để chứng tỏ một đấng quân vương đủ quyền lực không cần đến hào và tường thành để bảo vệ. Versailles trở thành biểu tượng của vị thế giàu có và quyền lực của đế chế hùng mạnh nhất châu Âu. Trên toàn lục địa, những quân vương khác – kể cả người đang có chiến tranh với Pháp – thể hiện tình thân hữu, lòng ganh tỵ và thách đố họ bằng cách xây cung điện theo mẫu Versailles. Vẻ lộng lẫy của cung điện Versailles dấy lên lòng ngưỡng mộ và ganh tỵ của cả thế giới.
Hòa bình không kéo dài, và chiến tranh giữa Pháp và Tây Ban Nha lại tiếp tục vào năm 1683. Tây Ban Nha, với đồng minh là Đế chế La Mã thần thánh, lại một lần nữa bị đánh bại dễ dàng, buộc phải nhượng lại Luxembourg và Strasbourg cho Pháp. Trong khi đó vào tháng 10 năm 1685, Louis đã ký sắc lệnh Fontainebleau, ra lệnh phá hủy tất cả các nhà thờ và trường học của những người Tin lành tại Pháp. Hậu quả ngay lập tức của nó là một cuộc di cư lớn của người Tin lành từ Pháp tới các quốc gia châu Âu khác.
Pháp sẽ sớm tham gia vào một cuộc chiến ác liệt khác là Chiến tranh Chín Năm (1688–97). Cuộc chiến kéo dài đã gây nên những tổn thất nặng nề cho kinh tế Pháp, nhưng kết cục lại không đem về lợi ích gì đáng kể cho Pháp. Hòa ước Ryswick năm 1697 đã xác nhận chủ quyền của Pháp đối với vùng Alsace (bao gồm thành phố Strasbourg), nhưng đã bác bỏ yêu sách của Pháp đối với Công quốc Luxembourg, ngoài ra Pháp cũng buộc phải trả lại vùng Catalonia cho Tây Ban Nha.
Năm 1701, Chiến tranh kế vị Tây Ban Nha bùng nổ sau cái chết vị vua cuối cùng của vương triều Habsburg ở Tây Ban Nha là Carlos II. Ông đã cai trị một đế quốc rộng khắp toàn cầu, và câu hỏi ai sẽ là người kế vị đã gây ra sự tranh chấp giữa các cường quốc châu Âu. Philip, Công tước xứ Anjou của hoàng tộc Bourbon được Carlos II chỉ định là người thừa kế ngai vàng của vương quốc Tây Ban Nha với tư cách là Felipe V. Hoàng đế của Đế chế La Mã thần thánh (thuộc gia tộc Habsburg) là Leopold I phản đối kịch liệt việc nhà Bourbon giành được quyền kế vị, bởi vì nếu điều này xảy ra thì Louis XIV sẽ kiểm soát một vùng đất rất rộng lớn và sự thống trị của dòng họ Bourbon sẽ là mối đe dọa cho thế cân bằng quyền lực tại châu Âu. Do đó, Leopold I đã tuyên bố ngai vàng Tây Ban Nha cho chính mình. Anh và Cộng hòa Hà Lan đã liên minh với Leopold để chống lại Louis XIV và Philip xứ Anjou, dẫn đến một cuộc chiến đẫm máu dài mười ba năm.
Các lực lượng đồng minh được lãnh đạo bởi John Churchill, Công tước thứ nhất của Marlborough và Quận công Eugene xứ Savoy. Họ đã gây ra một vài thất bại nặng nề cho quân đội Pháp; Trận Blenheim năm 1704 là trận chiến trên bộ lớn đầu tiên bị Pháp thua kể từ trận Rocroi năm 1643. Tuy nhiên, các trận chiến cực kỳ đẫm máu tại Ramillies (1706) và Malplaquet (1709) đã khiến cho phe đồng minh thiệt hại nặng nề và không thể tiếp tục chiến tranh. Dưới sự lãnh đạo của Nguyên soái Villars, Pháp đã phục hồi phần lớn diện tích các vùng lãnh thổ bị mất trong các trận chiến như Trận Denain (1712). Cuối cùng, một thỏa hiệp đã đạt được thông qua Hiệp ước Utrecht năm 1713. Theo hiệp ước này, Philip xứ Anjou vẫn sẽ là vua của Tây Ban Nha với vương hiệu Felipe V, đổi lại ông buộc phải từ bỏ quyền kế vị ngôi vua ở Pháp. Các nước tham chiến đều trở nên kiệt quệ, tuy vậy thế cân bằng quyền lực ở châu Âu rốt cuộc đã được đảm bảo.

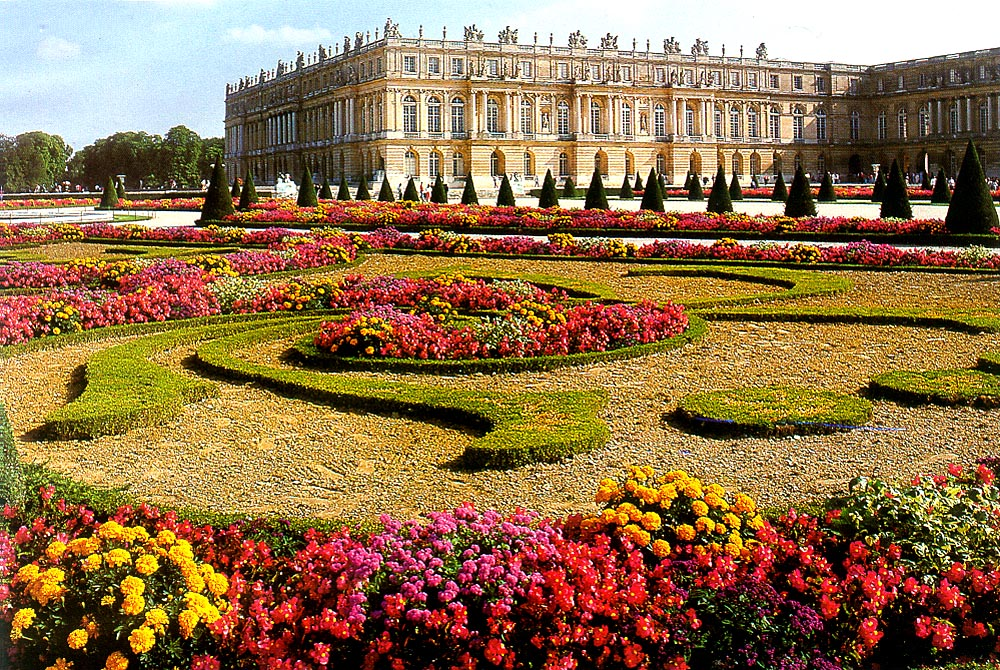
Khu vườn hoa của Điện Versailles

Louis XIV muốn được nhớ đến như một người bảo trợ của nghệ thuật, giống như tiên vương Louis IX. Ông tuyên bố mình là "người bảo hộ" của Viện hàn lâm Pháp. Dưới triều đại của ông, văn học cổ điển Pháp phát triển mạnh mẽ với những tên tuổi lẫy lừng như như Molière, Racine và La Fontaine, những tác phẩm của họ vẫn có ảnh hưởng sâu sắc cho đến tận ngày nay. Louis cũng bảo trợ cho nghệ thuật thị giác bằng cách tài trợ và ủy thác cho các nghệ sĩ như Charles Le Brun, Pierre Mignard, Antoine Coysevox, và Hyacinthe Rigaud, những tác phẩm của họ trở nên nổi tiếng khắp châu Âu. Trong lĩnh vực âm nhạc, thời kỳ cai trị của Louis XIV đã xuất hiện nhiều nhà soạn nhạc và nhạc sĩ xuất chúng, chẳng hạn như Jean-Baptiste Lully, Jacques Champion de Chambonnières, và François Couperin. Năm 1661, Louis thành lập Viện Khiêu vũ, và năm 1669 thì thành lập Viện Opera nhằm thúc đẩy sự phát triển của nghệ thuật múa ba lê.
Điều nuối tiếc duy nhất của vua Louis XIV có lẽ là ông đã bị cuốn vào quá nhiều những cuộc chiến tranh trong suốt cuộc đời của mình. Trước khi mất, vua Louis XIV triệu người chắt lên 5 tuổi đến và nói: "Cháu ạ, một ngày cháu sẽ là vị Quân chủ vĩ đại. Đừng bắt chước tính hiếu chiến của ta. Hãy luôn hành xử dựa theo Chúa và khiến cho thần dân phải trọng vọng Người. Ta đau lòng mà thấy đã để cho thần dân trong tình trạng như thế".

### Vương quốc Pháp từ năm 1718 đến 1783

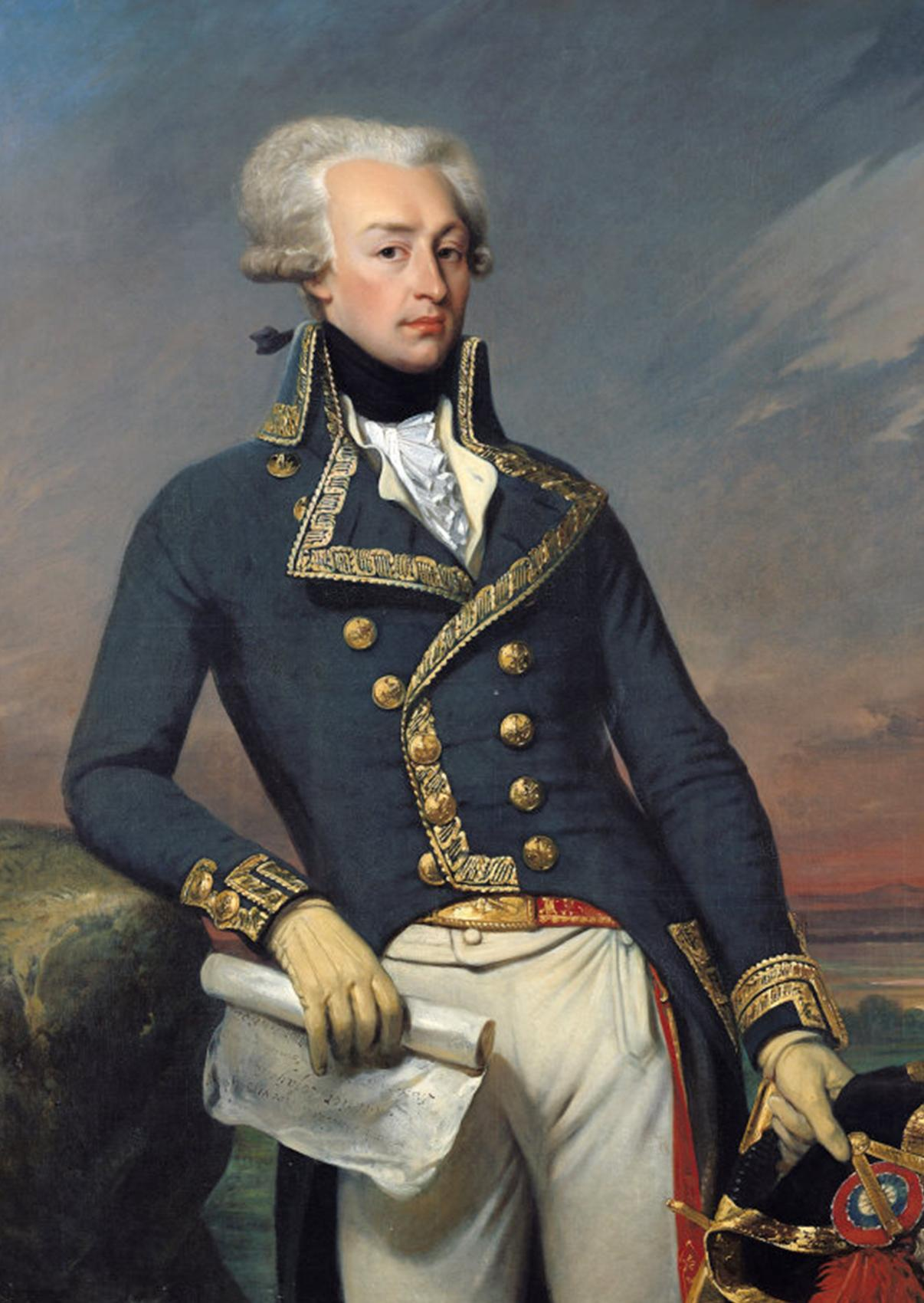
Hầu tước Lafayette, một trong những người Pháp đã tình nguyện tham gia chiến đấu trong cuộc chiến tranh giành độc lập của các thuộc địa Anh ở Bắc Mỹ.

Louis XIV qua đời vào năm 1715 và ngai vàng được kế vị bởi người cháu nội mới năm tuổi của ông là Louis XV cho đến năm 1774. Năm 1718, Pháp lại tiếp tục tham gia một cuộc chiến mới, khi Philip II công tước xứ Orleans thành lập một "Liên minh Tứ hùng" với Anh, Cộng hòa Hà Lan, và Đế chế La Mã thần thánh để chống lại Tây Ban Nha. Sau những thất bại liên tiếp, Vua Philip V của Tây Ban Nha đã phải cầu hòa, đối mặt với thực tế rằng Tây Ban Nha đã không còn là một liệt cường của châu Âu.
Tuy nhiên, vào năm 1733, một cuộc chiến khác đã nổ ra ở trung tâm châu Âu được gọi là "Chiến tranh kế vị Ba Lan". Pháp đã tham gia cuộc chiến này chống lại Đế quốc Áo. Hai cường địch của Pháp là Hà Lan và Anh đều tuyên bố trung lập, hậu quả là Áo phải đơn độc chống lại liên minh Pháp-Tây Ban Nha và hứng chịu một thất bại thảm hại. Theo các điều khoản của Hòa ước Vienna (1738), Công quốc Lorraine đã đươc sáp nhập vào lãnh thổ của Pháp, qua đó lãnh thổ của Pháp tiếp tục được mở rộng về diện tích.
Hai năm sau, vào năm 1740, lại nổ ra cuộc chiến tranh kế vị Áo. Pháp đứng về phía nước Phổ của Frederick Đại Đế chống lại Áo và Anh trong cuộc xung đột này. Cuộc chiến đã diễn ra ở cả Bắc Mỹ và Ấn Độ cũng như châu Âu trong suốt tám năm, trước khi các điều khoản hòa bình đã được hai bên chấp nhận trong Hiệp ước Aix-la-Chapelle (1748). Không ai coi đây là một nền hòa bình kéo dài, mà chỉ là một thỏa thuận ngừng bắn tạm thời giữa các cường quốc. Phổ đã giành được những vùng lãnh thổ đáng kể của Áo sau cuộc chiến (bao gồm cả vùng đất Silesia trù phú) và nổi lên trở thành một mối đe dọa mới đối với Pháp. Điều này dẫn đến cuộc "cách mạng ngoại giao" năm 1756, trong đó các liên minh trong cuộc chiến kế vị Áo đã bị đảo ngược hoàn toàn. Pháp trở thành đồng minh của Áo và Nga, trong khi Anh giờ đây lại chuyển sang liên minh với Phổ. Cuộc Chiến tranh Bảy năm nổ ra giữa hai phe, được một số người coi là cuộc chiến tranh thế giới đầu tiên trong lịch sử.
Tại chiến trường Bắc Mỹ, Pháp đã liên minh với những bộ lạc người Mỹ bản địa để chống lại người Anh, và mặc dù đã dành được một vài thắng lợi tại các trận đánh Great Meadows và Monongahela , quân Pháp vẫn bị quân Anh đả bại trong trận Quebec (1759). Ở chiến trường châu Âu, Pháp cố gắng tiêu diệt nước chư hầu của Anh là Hanover nhưng không thành công. Năm 1762, liên minh Nga, Pháp và Áo đang trên bờ vực nghiền nát nước Phổ thì nữ hoàng Nga bất ngờ qua đời và vị Sa hoàng mới của nước Nga khi lên ngôi đã tuyên bố rút khỏi cuộc chiến. Trên biển, hải quân Pháp đã bị nghiền nát bởi các hạm đội của Anh tại Lagos và Vịnh Quiberon vào năm 1759 và một cuộc phong tỏa của hải quân Anh đã làm buộc Pháp phải giữ hạm đội của mình ở cảng. Cuối cùng, hòa bình đã được hai bên chấp nhận trong Hiệp ước Paris (1763) và Pháp bị mất toàn bộ thuộc địa của mình ở Bắc Mỹ vào tay Anh.
Chiến thắng của Anh trước Pháp trong Chiến tranh Bảy năm đã làm lu mờ vị thế cường quốc thực dân hàng đầu châu lục của Pháp. Năm 1766, Vương quốc Pháp sáp nhập Lorraine và một năm sau đã mua lại Corsica từ Genève.
Mất đi đế chế thực dân của mình ở Bắc Mỹ vào tay Anh, Pháp đã nhìn thấy một cơ hội tốt để trả thù Anh khi họ quyết định liên minh với người Mỹ vào năm 1778, và gửi một đội quân đến Mỹ để hỗ trợ cho cuộc đấu tranh giành độc lập tại đây. Tây Ban Nha, đồng minh của Pháp, và cả Cộng hòa Hà Lan cũng tham gia cuộc chiến tranh này bên phía Pháp. Đô đốc Pháp de Grasse đã đánh bại một hạm đội Anh tại Vịnh Chesapeake trong khi nhiều người Pháp như Jean-Baptiste Donatien de Vimeur hay Marquis de Lafayette đã chiến đấu cho lực lượng Mỹ trong chiến thắng quyết định trước quân Anh tại Trận Yorktown. Chiến tranh cách mạng Mỹ kết thúc với Hiệp ước Paris (1783); các thuộc địa của Anh ở Bắc Mỹ giành độc lập và thành lập nên Hợp chúng quốc Hoa Kỳ.

#### Thời kỳ Khai sáng ở Pháp
Cũng trong giai đoạn này, những ý tưởng tiến bộ của phong trào Khai sáng tiếp tục lan rộng. Nhà triết học Pháp Montesquieu đã đưa ra lý thuyết về một nhà nước tam quyền phân lập trong cuốn sách Tinh thần pháp luật của ông. Nhiều triết gia, trí thức khác của Pháp đã tạo dựng được danh tiếng trên khắp lục địa, bao gồm Voltaire, Denis Diderot và Jean-Jacques Rousseau. Tác phẩm Khế ước xã hội của Rousseau là một chất xúc tác cho quá trình cải cách chính quyền và cải cách xã hội trên khắp châu Âu. Công trình Bách khoa toàn thư (Encyclopédie) của Diderot đã giúp định hình lại thế giới quan của người châu Âu.
Thiên văn học, hóa học, toán học và công nghệ phát triển mạnh mẽ. Các nhà khoa học Pháp như Antoine Lavoisier đã làm việc để thay thế các đơn vị trọng lượng từ thời cổ đại bằng một hệ thống khoa học mạch lạc. Ngoài ra, Lavoisier cũng là người đã xây dựng định luật Bảo toàn khối lượng, ông còn là người đã khám phá ra oxy và hydro.

## Cách mạng Pháp (1789-1799)
Khi vua Louis XV qua đời vào năm 1774, cháu trai của ông là Louis XVI nối ngôi, thừa hưởng "một di sản nặng nề, với nền tài chính bị hủy hoại, sự bất mãn của quần chúng cùng với một chính phủ sai lầm và bất tài." Tuy vậy, nhân dân Pháp lúc ấy vẫn còn duy trì niềm tin rất lớn vào chế độ quân chủ, và việc Louis XVI kế vị ngai vàng vẫn được quần chúng hoan nghênh nhiệt tình.
Một loạt các cuộc chiến như Chiến tranh Bảy năm (1756-63) và Chiến tranh Cách mạng Hoa Kỳ (1775-83) đã khiến cho nền kinh tế đất nước rơi vào tình trạng gần như phá sản. Hệ thống thuế hoạt động rất kém hiệu quả. Vài năm mùa màng thất bát đã khiến giá lương thực tăng, nạn đói và suy dinh dưỡng bắt đầu hoành hành; đất nước trở nên bất ổn khi mà các tầng lớp thấp trong xã hội ngày càng có cảm giác rằng triều đình đang quá thờ ơ trước những khó khăn của họ. Giống như hầu hết các chế độ quân chủ cùng thời, tầng lớp thượng lưu luôn được đảm bảo một cuộc sống ổn định, vì vậy trong khi những người giàu vẫn rất giàu có, phần lớn dân số Pháp đang trên bờ vực chết đói. Nhiều người nghèo đến mức họ thậm chí không thể tự nuôi sống gia đình và phải hoạt động trộm cắp hoặc mại dâm để kiếm sống.
Vào tháng 2 năm 1787, bộ trưởng tài chính của nhà vua, Charles Alexandre de Calonne, đã triệu tập một Hội đồng bao gồm các quý tộc, giáo sĩ, tư sản và quan chức địa phương. Calonne đề xuất trước Hội đồng về việc ban hành một loại thuế đất đai mới, mà sẽ đánh vào tài sản của giới quý tộc và giáo sĩ. Hội đồng đã từ chối phê duyệt thứ thuế mới này, thay vào đó họ yêu cầu vua Louis XVI triệu tập Hội nghị Ba đẳng cấp (một hội nghị đã không được tổ chức kể từ năm 1614) để thảo luận và đưa ra quyết định cuối cùng.
Xã hội Pháp lúc bấy giờ được chia thành ba đẳng cấp: Đẳng cấp thứ nhất là giới tăng lữ gồm có khoảng 100.000 giáo sĩ Công giáo trên cả nước, Đẳng cấp thứ hai là giới quý tộc gồm có khoảng 400.000 người, và Đẳng cấp thứ ba bao gồm 95% dân số còn lại của Pháp. Cuộc bầu cử đại biểu Hội nghị Ba đẳng cấp được tổ chức vào mùa xuân năm 1789; kết quả bầu ra 1.200 đại biểu, bao gồm 303 giáo sĩ, 291 quý tộc và 610 thành viên của Đăng cấp thứ ba sẽ là những người tham gia hội nghị.
Tranh cãi nổ ra xoay quanh cách thức bỏ phiếu trong Hội nghị. Các đại biểu thuộc hai Đẳng cấp trên chủ trương duy trì lối bỏ phiếu cũ: mỗi đẳng cấp chỉ bỏ 1 phiếu trong khi thông qua quyết nghị. Như vậy cho dù có đông đại biểu thế nào chăng nữa, đẳng cấp thứ ba luôn luôn ở vào thế yếu với tỉ số 1-2. Điều này cuối cùng đã dẫn đến việc các đại biểu Đẳng cấp thứ ba tuyên bố tách khỏi Hội nghị đẳng cấp và cùng với một số thành viên của hai Đẳng cấp còn lại, họ tuyên bố thành lập Hội đồng dân tộc.
Trong một nỗ lực để giữ quyền kiểm soát Hội nghị, Louis XVI đã ra lệnh đóng cửa Salle des États nơi mà Hội đồng dân tộc dự định sẽ tổ chức một cuộc họp. Sau khi nhận ra cánh cửa phòng họp của họ bị khóa, Hội đồng đã chuyển qua họp ở một sân tennis gần đó. Tại đây, họ đã thông qua một nghị quyết, còn được gọi là "Lời  tuyên thệ sân quần vợt", theo đó họ cam kết sẽ không giải tán cho đến khi thảo xong một bản hiến pháp mới cho đất nước. Thông điệp ủng hộ Hội đồng đổ về từ Paris và các thành phố khác của Pháp. Quân đội hoàng gia bắt đầu được triển khai với số lượng lớn xung quanh Paris và Versailles. Ngày 9-7, Hội đồng dân tộc tự tuyên bố thành Quốc hội lập hiến để xác định quyền của mình trong việc ban hành luật lệ nhà nước
Nhà vua sa thải bộ trưởng tài chính của mình là Jacques Necker vì lý do ông này bày tỏ sự ủng hộ dành cho Đẳng cấp thứ ba. Nhiều người dân Paris cho rằng hành động của Louis là nhằm chống lại Quốc hội lập hiến và bắt đầu nổi loạn công khai chống lại nhà vua khi họ nghe tin tức vào ngày hôm sau. Paris sớm bị tàn phá bởi các cuộc bạo loạn và cướp bóc trên diện rộng.
Vào ngày 14 tháng 7 năm 1789, quân nổi dậy đã tấn công pháo đài- nhà tù Bastille , giết chết quản ngục và một số lính canh. Mặc dù bên trong pháo đài vào thời điểm đó chỉ giam giữ bảy tù nhân, pháo đài Bastille được coi như một biểu tượng của chế độ quân chủ chuyên chế. Sự kiện Bastille đã đánh dấu sự bùng nổ của cuộc cách mạng Pháp. Ngày 14 tháng 7 về sau trở thành ngày Quốc khánh của nước Pháp.

### Bạo lực chống lại giới quý tộc và xóa bỏ chế độ phong kiến (15 tháng 7 năm 1789- tháng 8 năm 1789)
Các vị trí quan trọng trong bộ máy chính quyền dần chuyển về tay những người ủng hộ cách mạng. Hầu tước tước Marquis de Lafayette trở thành chỉ huy Lực lượng Vệ binh Quốc gia, trong khi Jean-Sylvain Bailly, chủ tịch Hội đồng dân tộc vào thời điểm diễn ra "sự kiện sân quần vợt", trở thành thị trưởng thành phố Paris. Nhiều thành viên của giới quý tộc đã bỏ trốn sang các nước láng giềng; nhiều người trong số họ đã tài trợ cho các phong trào phản cách mạng ở Pháp và kêu gọi các quốc vương nước ngoài cung cấp hỗ trợ quân sự nhằm đàn áp cuộc cách mạng.
Vào 11 tháng 8 năm 1789, Quốc hội lập hiến tuyên bố xóa bỏ chế độ phong kiến, thủ tiêu hoàn toàn chế độ nông nô cũng như bãi bỏ các đặc quyền của giới quý tộc. Tuyên ngôn Nhân quyền và Dân quyền đã được thông qua bởi Quốc hội lập hiến vào ngày 27 tháng 8 năm 1789. Bản tuyên ngôn được soạn thảo bởi Abbé Sieyès và Hầu tước de Lafayette, có tham khảo ý kiến của Thomas Jefferson (tác giả bản Tuyên ngôn Độc lập Mỹ). Thấm nhuần tư tưởng của các nhà triết học Khai sáng, kết tinh lại trong khẩu hiệu nổi tiếng: Tự do, Bình đẳng, Bác ái, bản Tuyên ngôn là một tuyên bố cốt lõi về các giá trị của cuộc Cách mạng Pháp và có tác động to lớn đến sự lan rộng của các giá trị tự do và dân chủ ở châu Âu cũng như trên toàn thế giới.

### Hạn chế quyền lực của Giáo hội (tháng 10 năm 1789-tháng 12 năm 1790)
Khi một cuộc tuần hành của phụ nữ ở Versailles chuyển biến thành một cuộc bạo động vũ trang của dân nghèo vào tháng 10 năm 1789, gia đình nhà vua đã buộc phải rời bỏ cung điện ở Versailles để chuyển đến Cung điện Tuileries tại Paris.
Dưới thời Ancien Régime, Giáo hội Công giáo La Mã nắm giữ nhiều ruộng đất nhất trong cả nước. Vào tháng 11 năm 1789, Quốc hội đã quyết định quốc hữu hóa và bán tất cả tài sản của Giáo hội, nhờ đó mà chính quyền cách mạng đã phần nào giải quyết được cuộc khủng hoảng tài chính.
Vào tháng 7 năm 1790, Quốc hội đã thông qua Bộ luật dân sự của giới tu sĩ. Bộ luật này đã bãi bỏ nhiều đặc quyền của giới tăng lữ, biến các giáo sĩ trở thành người làm công cho nhà nước và buộc họ phải tuyên thệ tuyệt đối trung thành với Hiến pháp. Nhiều giáo sĩ đã lên tiếng phản đối bộ luật này, đặc biệt là ở các vùng phía tây nước Pháp như Normandy, Brittany và Vendée nhiều giáo sĩ đã công khai chống lại chính quyền cách mạng.

### Sự phân cực chính trị
Nội bộ Quốc hội lập hiến bắt đầu có sự phân hóa rõ rệt về tư tưởng chính trị. Nhà quý tộc Jacques Antoine Marie de Cazalès và tu sĩ Jean-Sifrein Maury (những người vốn thuộc Đẳng cấp thứ nhất và thứ hai) lãnh đạo phe cực hữu của Quốc hội là phe đối lập với cách mạng. Phe trung hữu gồm những người theo "chủ nghĩa dân chủ hoàng gia" là những người ủng hộ tổ chức lại bộ máy nhà nước Pháp theo hình thức tương tự như mô hình quân chủ lập hiến của nước Anh; họ bao gồm những đại diện tiêu biểu là bộ trưởng tài chính Necker, Jean Joseph Mounier` và Pierre Victor Malouet.
"Đảng Quốc gia", đại diện cho phe trung tâm hoặc trung tả trong Quốc hội, gồm có Honoré Mirabeau, Lafayette và Bailly là những người có quan điểm khá ôn hòa; trong khi những người khác như Adrien Duport, Barnave và Alexandre Lameth có quan điểm cực đoan hơn một chút. Đại biểu có quan điểm cấp tiến nhất thuộc phe cánh tả của Quốc hội là luật sư Arras Maximilien Robespierre. Abbé Sieyès là người tiên phong trong việc đề xuất ra các đạo luật trong giai đoạn này và đã thành công trong việc tạo ra sự đồng thuận trong một thời gian ngắn giữa phe trung tâm và phe cánh tả trong Quốc hội.
Vào ngày 14 tháng 7 năm 1790, quần chúng ở Champ de Mars đã tổ chức lễ kỷ niệm tròn 1 năm sự kiện phá ngục Bastille; những người tham gia buổi lễ đã tuyên thệ "trung thành với quốc gia, luật pháp và nhà vua". Bản thân Louis XIV cùng với hoàng tộc cũng góp mặt trong buổi lễ này.
Thời kỳ này cũng chứng kiến sự xuất hiện của một loạt các "câu lạc bộ chính trị" tại Pháp, tiêu biểu trong số này là Câu lạc bộ Jacobin do Luật sư Robespierre sáng lập. Theo thời gian, câu lạc bộ này bắt đầu phát triển về số lượng thành viên và nội bộ cũng dần bị chia rẽ thành nhiều phe phái với những quan điểm chính trị khác nhau. Một số phe nhóm trong câu lạc bộ Jacobin đã tách ra để thành lập câu lạc bộ của riêng họ, chẳng hạn như Câu lạc bộ '89.

### Cuộc đào tẩu của nhà vua (tháng 6 năm 1791)
Đêm 20 tháng 6 năm 1791, vua Louis XIV cùng với hoàng hậu Antonette cải trang thành người hầu và bí mật bỏ trốn khỏi Paris. Tướng Bouillé (một người có lập trường chống lại cách mạng) trước đó đã liên lạc với Louis XIV và hứa sẽ cung cấp cho đức vua một nơi ẩn náu an toàn ở Montmedy. Louis XIV hi vọng rằng một khi tới được Montmédy, ông có thể tập hợp được các thế lực ủng hộ hoàng gia tại các khu vực lân cận nhằm thực hiện kế hoạch phản công cuộc cách mạng. Tuy vậy, vì quá tự tin dẫn đến khinh suất, ngay trong ngày hôm sau vua Louis đã để lộ sơ hở và bị phát hiện và bắt giữ tại Varennes. Chiều ngày 21 tháng 6, vua bị đưa về Paris trong sự canh giữ cẩn mật của Quốc hội. Quốc hội Lập hiến thông qua quyết định tạm thời đình chỉ quyền lực của nhà vua cho đến khi ban hành Hiến pháp mới.

### Ban hành hiến pháp mới (tháng 7- tháng 9 năm 1791)
Hầu hết các thành viên của Quốc hội vẫn ủng hộ thiết lập một nhà nước quân chủ lập hiến hơn là một nước cộng hòa. Theo Hiến pháp mới chính thức được ban hành vào ngày 3 tháng 9 năm 1791, Pháp sẽ trở thành một nước theo chế độ quân chủ lập hiến. Nhà vua là người đứng đầu nhà nước, là tư lệnh tối cao các lực lượng lục quân và hải quân, có quyền phê chuẩn hay bác bỏ các đạo luật, bổ nhiệm hay cách chức các bộ trưởng, các sứ thần và nhân viên ngoại giao, các tư lệnh quân đội. Nhà vua có "quyền phủ quyết tương đối"; nghĩa là ông có thể trì hoãn việc thông qua một đạo luật, nhưng không thể ngăn chặn hoàn toàn việc ban hành đạo luật đó. Quốc hội lập pháp là cơ quan tối cao ban hành pháp luật. Cả nước được chia làm 83 đơn vị hành chính có diện tích và dân số gần bằng nhau, quản lý theo nguyên tắc thống nhất.
Hiến pháp 1791 được xem là không bình đẳng nếu xét theo tiêu chuẩn ngày nay. Nó chia công dân thành hai loại: công dân tích cực và công dân tiêu cực tùy theo tài sản của họ. Chỉ những "công dân tích cực" tức những người có tài sản thì mới có quyền bầu cử hoặc ứng cử. Phụ nữ cũng bị hạn chế các quyền tự do như giáo dục, tự do nói, viết, in và thờ cúng.

### Đối phó với thù trong giặc ngoài (Tháng 10 năm 1791- tháng 8 năm 1792)
Vào tháng 8 năm 1791, Hoàng đế Leopold II của Áo và Quốc vương Frederick William II của Phổ ban hành Tuyên ngôn Pillnitz, tuyên bố ý định can thiệp quân sự vào Pháp nhằm khôi phục chế độ quân chủ chuyên chế. Điều này làm cho người Pháp tức giận, và chính phủ cách mạng đã quyết định quân sự hóa khu vực biên giới.
Vào ngày 1 tháng 10 năm 1791, Quốc hội Lập pháp chính thức đi vào hoạt động. Phe cánh hữu trong Quốc hội gồm có 260 đại biểu thuộc phái Feuillants, là những người ủng hộ chế độ quân chủ lập hiến, kiên quyết bảo vệ quyền lực của nhà vua. Phe cánh tả chủ yếu gồm các đại biểu thuộc phái "Girondin" (xuất thân từ vùng trồng nho ở tỉnh Gironde phía nam đất nước), bên cạnh đó là một số ít các đại biểu thuộc phái "Jacobin" (còn gọi là phái Núi) do Robespierre lãnh đạo, đây là thành phần có tư tưởng cực đoan nhất trong Quốc hội.
Nội bộ của Quốc hội bắt đầu chia rẽ xung quanh việc có nên tuyên chiến với Áo và Phổ hay không. Phái Girondin nhiệt tình ủng hộ tiến hành chiến tranh, trong khi phái Jacobin lại phản đối việc gây chiến với các thế lực ngoại bang mà thay vào đó mong muốn chính quyền cách mạng tập trung dập tắt các mầm mống nổi loạn trong nước. Mâu thuẫn giữa hai phái Girondin và Jacobin sẽ ngày càng trở nên gay gắt trong vòng một năm tiếp theo.
Để đối phó với mối đe dọa chiến tranh vào tháng 8 năm 1791 từ Áo và Phổ, các nhà lãnh đạo của Quốc hội đã coi một cuộc chiến như là một biện pháp để tăng cường sự ủng hộ cho chính phủ cách mạng, và người dân Pháp cũng như Quốc hội đều tin rằng họ sẽ chiến thắng trong một cuộc chiến chống lại Áo và Phổ. Vào ngày 20 tháng 4 năm 1792, Pháp tuyên chiến với Áo. Cuối tháng 4 năm 1792, Pháp xâm chiếm và sáp nhập Hà Lan thuộc Áo (Bỉ và Luxembourg ngày nay).
Để tăng cường lực lượng cho cuộc chiến tranh với Áo và Phổ, vào ngày 11-7 Quốc hội lập pháp đã ra lệnh động viên quân tình nguyện. Hưởng ứng lời kêu gọi, hàng vạn quần chúng tự vũ trang, tình nguyện tham gia quân đội. Đội quân tình nguyện tiến về kinh đô Paris, hát vang bài ca ""La Marseillaise". Bản anh hùng ca này về sau trở thành Quốc ca của nước Pháp.
Sau vụ đào tẩu Varennes, công chúng Pháp đã đánh mất hoàn toàn niềm tin vào hoàng gia. Đến mùa hè năm 1792, toàn thể Paris đã chống lại nhà vua và kêu gọi Quốc hội phế truất nhà vua, nhưng Quốc hội lại tỏ ra do dự về vấn đề này. Vào rạng sáng ngày 10 tháng 8 năm 1792, đám đông quần chúng Paris và binh lính từ khắp nước Pháp diễu hành đến Cung điện Tuileries nơi nhà vua trú ngụ. Đám đông đã tấn công Cung điện và tàn sát dã man Đội Vệ binh Thụy Sĩ được giao nhiệm vụ bảo vệ nhà vua. Khoảng 2/3 binh lính của Đội Vệ binh Thụy Sỹ đã bị giết hại trong nỗ lực bảo vệ cung điện, xác chết của họ vung vãi khắp nơi, nhiều bộ phận cơ thể của họ bị ném cho chó ăn, nhiều binh lính còn bị cắt bỏ bộ phận sinh dục rồi nhét vào miệng. Khoảng 650 Vệ binh Thụy Sỹ đã chết trong buổi sáng đẫm máu đó, số còn lại bị đánh đập dã man rồi tống vào các nhà giam. Cùng lúc đó, nhà vua và gia đình đang ẩn náu trong tòa nhà Quốc hội. Đến giữa trưa, tòa nhà bị bao vây bởi hàng ngàn binh lính và người dân Paris có vũ trang. Đến 11:00 giờ trưa, một phiên họp của Quốc hội Lập pháp đã thông qua quyết định phế truất nhà vua và bãi bỏ chế độ quân chủ. Bản thân đức vua cùng với gia đình bị bắt giam.
Trước tình hình đó, vào ngày 19 tháng 8, một đội quân Phô dưới quyền Công tước Brunswick đã xâm chiếm Pháp và bao vây Longwy. Vào ngày 26 tháng 8, Quốc hội đã ra sắc lệnh trục xuất các linh mục chống đối ở miền tây nước Pháp đến những thuộc địa xa xôi như Guiana thuộc Pháp, cáo buộc các linh mục này là "nguyên nhân gây nguy hiểm cho tổ quốc". Phản ứng trước động thái này của Quốc hội, hàng chục nghìn người nông dân ở Vendée đã nổi dậy chống lại chính quyền cách mạng. Nước Pháp đứng trước nguy cơ của một cuộc nội chiến.

### Vụ thảm sát tháng Chín và nền Cộng hòa ra đời (Tháng 9 năm 1792)
Vào các ngày 2, 3 và 4 tháng 9 năm 1792, do phẫn nộ trước tin Verdun bị quân Phổ chiếm giữ, cùng với sự xuất hiện của một loạt các tin đồn cho rằng kẻ thù ngoại bang đang bí mật thông đồng với các tù nhân bị giam giữ ở Paris, khoảng 300 quân tình nguyện và những người dân ủng hộ cách mạng đã tiến hành đột kích các nhà tù trên khắp thủ đô Paris. Khoảng 1.200 đến 1.400 tù nhân đã bị giết hại chỉ trong vòng 20 giờ, sự kiện đẫm máu này về sau được gọi là "Cuộc thảm sát tháng 9", nhiều người trong số các tù nhân bị thảm sát là các linh mục Công giáo nhưng cũng có một số người là những tội phạm thông thường. Trong một bức thư ngỏ vào ngày 3 tháng 9, Jean-Paul Marat, một kẻ cực đoan thuộc phái Jacobin đã kích động phần còn lại của nước Pháp theo gương Paris.
Vào ngày 20 tháng 9 năm 1792, quân đội cách mạng Pháp đã đánh bại quân Phổ trong Trận Valmy, đẩy lùi quân Phổ ra khỏi biên giới đất nước và qua đó xoay chuyển cục diện của cuộc chiến. Một ngày sau, Hiệp hội dân tộc (còn gọi là Quốc ước) chính thức khai mạc, thay thế Quốc hội lập pháp với vai trò là cơ quan lập pháp tối cao của đất nước. Ngay từ ngày đầu thành lập, nội bộ Công ước đã xuất hiện sự chia rẽ sâu sắc giữa một bên là phe "cánh tả" do Robespierre, Danton và Marat lãnh đạo, được gọi là Phái Núi hoặc phái Jacobin và một bên là phe cánh hữu bao gồm các thành viên của phái Girondin. Tuy vậy, đại đa số các đại biểu Quốc ước lại thuộc về một phái thứ ba được gọi là phái "Đầm lầy" (La Plaine), đây là những người có quan điểm trung lập và thường nỗ lực hòa giải xung đột giữa hai phái Jacobin và Girondin.
Ngày 21 tháng 9, Quốc ước chính thức bãi bỏ chế độ quân chủ, tuyên bố thành lập Đệ nhất Cộng hòa Pháp. Chính quyền mới quyết định thay thế lịch Công giáo cũ bằng lịch Cộng hòa, đổi năm 1792 thành "Năm Cộng hòa thứ nhất". Sự kiện này đã đánh dấu một kỷ nguyên mới trong lịch sử nước Pháp.

### Chiến tranh và nội chiến (Tháng 11 năm 1792- đầu năm 1793)
Bên cạnh các cuộc chiến chống Phổ và Áo đã bắt đầu từ trước đó, đến tháng 11 năm 1792, Pháp cũng chính thức tuyên chiến với cả Vương quốc Anh và Cộng hòa Hà Lan. Cuộc chiến giữa Pháp với các quốc gia quân chủ châu Âu này còn được biết đến với cái tên "Chiến tranh Liên minh thứ nhất".
Vào ngày 17 tháng 1 năm 1793, cựu vương Louis XIV bị kết án tử hình vì tội phản quốc sau một cuộc biểu quyết của các thành viên Quốc ước: với kết quả là 361 phiếu thuận và 288 phiếu chống. Các đại biểu Girondin muốn tổ chức trưng cầu dân ý để quyết định số phận nhà vua nhưng không được Quốc ước chấp thuận, một phần cũng do sự phản đối quyết liệt của phái Jacobin. Louis XVI đã bị xử tử bằng máy chém vào ngày 21 tháng 1 năm 1793 tại Quảng trường cách mạng (Place de la Révolution), trước đó quảng trường này mang tên Place Louis XV. Vụ xử tử đã làm cho phe bảo thủ trên khắp châu Âu phải kinh hoàng và các chế độ quân chủ trên toàn châu lục đã đồng loạt kêu gọi tiến hành chiến tranh chống lại nước Pháp cách mạng.
Ở vùng Vendée, các cuộc bạo động phản đối việc thông qua Bộ luật dân sự của giới tu sĩ đã bắt đầu diễn ra từ năm 1790, dần leo thang thành một cuộc nội chiến (du kích) ác liệt với chính quyền cách mạng Paris. Vào tháng 3 năm 1793, Pháp tuyên chiến với Tây Ban Nha, trong khi phiến quân Vendée đã giành được một số thắng lợi quan trọng và quân đội Pháp đã bị quân Áo đánh bại ở Bỉ, còn tướng quân Pháp Dumouriez bỏ trốn sang đầu quân cho Áo. Sự sống còn của nền Cộng hòa Pháp hiện đang ở trong tình thế ngàn cân treo sợi tóc.
Vào ngày 6 tháng 4 năm 1793, Ủy ban An toàn Công cộng đã được thành lập gồm chín thành viên (sau đó tăng lên 12 thành viên). Ủy ban đảm nhận vai trò bảo vệ nền cộng hòa mới được thành lập trước các cuộc xâm lăng của ngoai bang và các cuộc nổi loạn nội bộ. Áp dụng biện pháp thời chiến, các thành viên của Ủy ban đã được trao quyền giám sát rộng rãi trong lĩnh vực quân sự, tư pháp và lập pháp. Ủy ban có chức năng như một cơ quan hành chính để giám sát và xúc tiến công việc của các cơ quan hành pháp và của các bộ trưởng chính phủ do Quốc ước chỉ định.
Cũng trong tháng 4 năm đó, phái Girondins đã truy tố Jean-Paul Marat (một đại biểu phái Jacobin) trước Toà án Cách mạng vì trách nhiệm của ông ta trong vụ thảm sát ở Paris tháng 9 năm 1792. Marat đã nhanh chóng được tha bổng nhưng vụ việc này đã làm cho mâu thuẫn giữa các đại biểu phái 'Girondins' với phái Jacobin trong Quốc ước càng trở nên gay gắt hơn. Vào mùa xuân năm 1793, liên quân các nước Áo, Anh, Hà Lan và Tây Ban Nha vượt qua biên giới tràn vào nước Pháp, tình thế đã trở nên vô cùng nguy kịch với nước cộng hòa non trẻ.

### Phái Jacobin đoạt quyền lực trong Quốc ước (Tháng 5 - tháng 6 năm 1793)
Sự ganh đua, thậm chí là thù hằn trong nội bộ Quốc ước giữa phái Jacobin cánh tả và phái Girondin cánh hữu đã âm ỉ từ cuối năm 1791. Jacques Hébert, một thành viên cực đoan thuộc phái Jacobin đã kêu gọi các sans-culottes (lao công nghèo và các thành viên cấp tiến của phái Jacobin) nổi dậy vào ngày 24 tháng 5 năm 1793 chống lại "tay sai của Capet [cựu vương] và Dumouriez [vị tướng bị phế truất]". Hébert đã bị bắt bởi một ủy ban hội nghị bao gồm các thành viên thuộc phái la Plaine và Girondins. Sự tức giận của sans-culottes giờ đây hướng cả vào các đại biểu phái Girondins.
Khi cơn sốt chiến tranh lên cao, giá cả leo thang khiến các sans-culotte nổi dậy: các hoạt động phản cách mạng bắt đầu nổ ra ở vài vùng miền. Vật giá gia tăng, thực phẩm khan hiếm, dân chúng hỗn loạn. Giới tư sản cấp thấp, giới công nhân và nông dân đòi hỏi phải kiểm soát giá cả, phân phối thực phẩm, trừng trị các kẻ đầu cơ tích trữ. Họ tố cáo giới tư sản đã trục lợi lúc tình hình bất ổn. Phái Girondin ngày càng mất đi sự ủng hộ trong dân chúng khi không thể tìm ra biện pháp để giải quyết khủng hoảng. Tình hình này đã tạo cơ hội cho phái Jacobin thâu tóm quyền lực. Những người Jacobin tố cáo phe Girondin đang âm mưu thỏa hiệp với các lực lượng bảo hoàng để đảm bảo quyền lực cho mình. Chịu ảnh hưởng của quần chúng nhân dân do bất bình với phái Girondin và nhờ lợi dụng sức mạnh của các sans-culotte ở Paris, một cuộc đảo chính (coup d'état) đã diễn ra với sự tham gia của quân đội. Kết quả của cuộc đảo chính là sự sụp đổ của phái Girondin, phái Jacobin trở thành thế lực thống trị trong Quốc ước. Một nghị định được Công ước thông qua ngày 12 tháng 6, sau nhiều cuộc tranh luận sôi nổi, đã trục xuất 22 đại biểu Girondins hàng đầu khỏi Quốc ước. Đêm hôm đó, hàng chục đại biểu Girondin còn lại đã tự nguyện từ chức và rời khỏi Quốc ước. Cuộc chiến tranh giành quyền lực đã kết thúc với phần thắng thuộc về phái Jacobin.
Với thành công của cuộc đảo chính, sự liên minh giữa phái Jacobin và các phần tử sans-culotte trở thành nòng cốt trong chính quyền mới. Một bản Hiến pháp mới đã được ban hành để thay thế Hiến pháp năm 1781, đã mở rộng hơn nữa các quyền của nhân dân như quyền lập hội, quyền được giáo dục và quyền được nổi dậy.
Các chính sách của phái Jacobin thể hiện sự cấp tiến rõ rệt. Giá lương thực được thiết lập ở mức đủ mua cho người dân theo "Luật tối đa". Chế độ nô lệ ở các thuộc địa của Pháp bị bãi bỏ. Chính quyền cũng kiểm soát số lượng vàng xuất cảng, ngăn chặn việc đầu cơ tích trữ, thực phẩm được phân phối qua Ủy ban Đời Sống (Subsistence Commission) nhờ đó đồng tiền "assignat" không còn bị mất giá. Các tập sách mỏng về nông nghiệp được Ủy ban cho phổ biến để dạy cho nông dân cách trồng lúa hữu hiệu. Việc mở trường quân Sự và chương trình giáo dục cưỡng bách cũng là một trong những chương trình hành động của Ủy ban.

### Đàn áp phong trào phản cách mạng trong nước (tháng 7 năm 1793-tháng 4 năm 1794)
Vào mùa hè năm 1793, hầu hết các tỉnh trên cả nước bằng cách này hay cách khác đã bày tỏ sự phản kháng công khai với chính quyền trung ương ở Paris, nhiều thành viên của phái Girondin sau khi rời khỏi Paris ngày 2 tháng 6 đã lãnh đạo các cuộc nổi loạn này. Ở vùng nông thôn của Brittany, những người nông dân phản đối Bộ luật Dân sự của Giới tu sĩ năm 1790 đã tiến hành một cuộc chiến tranh du kích được gọi là Chouannerie chống lại chính phủ Jacobin. Vào tháng 6 năm 17 tháng 7 năm 1793, nhân dân ở Bordeaux, Brussilles, Brittany, Caen và Normandy đã hành quân đến Paris, tuyên bố ý định lật đổ chính quyền cách mạng. Nhà hoạt động của phái Jacobin là Jean-Paul Marat bất ngờ bị ám sát tại nhà riêng bởi Charlotte Corday (một người ủng hộ Girondin). Vào tháng 7, người đứng đầu hội đồng thành phố Lyon đã bị quân nổi dậy tại đây bắt giữ và hành quyết, chính quyền thành phố chuyển sang tay những người phản cách mạng. Barère, thành viên của Ủy ban An toàn Công cộng, vào ngày 1 tháng 8 đã kêu gọi Quốc ước tiến hành các biện pháp trấn áp cứng rắn hơn đối với những người nổi loạn ở vùng Vendée, hiện vẫn đang trong cuộc chiến với quân đội Paris kể từ tháng 3. Vào tháng 8, quân đội Quốc ước bắt đầu bao vây Lyon.
Vào ngày 17 tháng 8 năm 1793, Quốc ước đã thông qua sắc lệnh tổng động viên toàn quốc, huy động toàn bộ các công dân trên cả nước tham gia quân đội. Vào ngày 17 tháng 9, Luật nghi phạm đã được thông qua, cho phép chính quyền ra lệnh bắt giữ và xử tử bất cứ ai bị tình nghi là kẻ thù của cách mạng. Đây là khởi đầu cho một giai đoạn đẫm máu của cuộc Cách mạng Pháp, được gọi là "Thời kỳ khủng bố"